# Llista d'asteroides (257001-258000)
Llista d'asteroides del 257.001 al 258.000, amb data de descoberta i descobridor. És un fragment de la llista d'asteroides completa. Als asteroides se'ls dona un número quan es confirma la seva òrbita, per tant apareixen llistats aproximadament segons la data de descobriment.

## 257001-257100
| Nom             | Designació provisional | Data de descobriment | Lloc de descobriment | Descobridor/s             |
| --------------- | ---------------------- | -------------------- | -------------------- | ------------------------- |
| 257001          | 2008 EM150             | 10 de març de 2008   | Kitt Peak            | Spacewatch                |
| 257002          | 2008 EX150             | 4 de març de 2008    | Mount Lemmon         | Mt. Lemmon Survey         |
| 257003          | 2008 ED151             | 11 de març de 2008   | Catalina             | CSS                       |
| 257004          | 2008 ES151             | 8 de març de 2008    | Mount Lemmon         | Mt. Lemmon Survey         |
| 257005 Arpadpal | 2008 EW152             | 11 de març de 2008   | La Silla             | O. Vaduvescu, A. Tudorica |
| 257006          | 2008 EC154             | 15 de març de 2008   | Kitt Peak            | Spacewatch                |
| 257007          | 2008 ED158             | 4 de març de 2008    | Kitt Peak            | Spacewatch                |
| 257008          | 2008 EX159             | 1 de març de 2008    | Kitt Peak            | Spacewatch                |
| 257009          | 2008 EH165             | 2 de març de 2008    | Kitt Peak            | Spacewatch                |
| 257010          | 2008 EO166             | 6 de març de 2008    | Catalina             | CSS                       |
| 257011          | 2008 ES167             | 9 de març de 2008    | Socorro              | LINEAR                    |
| 257012          | 2008 EA169             | 14 de març de 2008   | Socorro              | LINEAR                    |
| 257013          | 2008 FW1               | 25 de març de 2008   | Kitt Peak            | Spacewatch                |
| 257014          | 2008 FQ6               | 30 de març de 2008   | Piszkesteto          | K. Sarneczky              |
| 257015          | 2008 FJ8               | 25 de març de 2008   | Kitt Peak            | Spacewatch                |
| 257016          | 2008 FR11              | 26 de març de 2008   | Mount Lemmon         | Mt. Lemmon Survey         |
| 257017          | 2008 FU12              | 26 de març de 2008   | Mount Lemmon         | Mt. Lemmon Survey         |
| 257018          | 2008 FX12              | 26 de març de 2008   | Mount Lemmon         | Mt. Lemmon Survey         |
| 257019          | 2008 FN14              | 26 de març de 2008   | Mount Lemmon         | Mt. Lemmon Survey         |
| 257020          | 2008 FJ17              | 27 de març de 2008   | Kitt Peak            | Spacewatch                |
| 257021          | 2008 FK18              | 27 de març de 2008   | Mount Lemmon         | Mt. Lemmon Survey         |
| 257022          | 2008 FT23              | 27 de març de 2008   | Kitt Peak            | Spacewatch                |
| 257023          | 2008 FQ24              | 27 de març de 2008   | Kitt Peak            | Spacewatch                |
| 257024          | 2008 FU24              | 27 de març de 2008   | Kitt Peak            | Spacewatch                |
| 257025          | 2008 FK25              | 27 de març de 2008   | Kitt Peak            | Spacewatch                |
| 257026          | 2008 FX25              | 27 de març de 2008   | Mount Lemmon         | Mt. Lemmon Survey         |
| 257027          | 2008 FU32              | 28 de març de 2008   | Mount Lemmon         | Mt. Lemmon Survey         |
| 257028          | 2008 FM35              | 28 de març de 2008   | Mount Lemmon         | Mt. Lemmon Survey         |
| 257029          | 2008 FK38              | 28 de març de 2008   | Kitt Peak            | Spacewatch                |
| 257030          | 2008 FW38              | 28 de març de 2008   | Kitt Peak            | Spacewatch                |
| 257031          | 2008 FD39              | 28 de març de 2008   | Kitt Peak            | Spacewatch                |
| 257032          | 2008 FZ39              | 28 de març de 2008   | Kitt Peak            | Spacewatch                |
| 257033          | 2008 FL41              | 28 de març de 2008   | Kitt Peak            | Spacewatch                |
| 257034          | 2008 FN41              | 28 de març de 2008   | Mount Lemmon         | Mt. Lemmon Survey         |
| 257035          | 2008 FO48              | 28 de març de 2008   | Mount Lemmon         | Mt. Lemmon Survey         |
| 257036          | 2008 FU48              | 28 de març de 2008   | Mount Lemmon         | Mt. Lemmon Survey         |
| 257037          | 2008 FX50              | 28 de març de 2008   | Mount Lemmon         | Mt. Lemmon Survey         |
| 257038          | 2008 FV51              | 28 de març de 2008   | Mount Lemmon         | Mt. Lemmon Survey         |
| 257039          | 2008 FR54              | 28 de març de 2008   | Mount Lemmon         | Mt. Lemmon Survey         |
| 257040          | 2008 FY55              | 28 de març de 2008   | Mount Lemmon         | Mt. Lemmon Survey         |
| 257041          | 2008 FN58              | 28 de març de 2008   | Mount Lemmon         | Mt. Lemmon Survey         |
| 257042          | 2008 FD67              | 28 de març de 2008   | Kitt Peak            | Spacewatch                |
| 257043          | 2008 FH67              | 28 de març de 2008   | Kitt Peak            | Spacewatch                |
| 257044          | 2008 FL67              | 28 de març de 2008   | Mount Lemmon         | Mt. Lemmon Survey         |
| 257045          | 2008 FN69              | 28 de març de 2008   | Mount Lemmon         | Mt. Lemmon Survey         |
| 257046          | 2008 FT74              | 31 de març de 2008   | Catalina             | CSS                       |
| 257047          | 2008 FN77              | 27 de març de 2008   | Mount Lemmon         | Mt. Lemmon Survey         |
| 257048          | 2008 FA78              | 27 de març de 2008   | Mount Lemmon         | Mt. Lemmon Survey         |
| 257049          | 2008 FL78              | 27 de març de 2008   | Mount Lemmon         | Mt. Lemmon Survey         |
| 257050          | 2008 FX79              | 27 de març de 2008   | Mount Lemmon         | Mt. Lemmon Survey         |
| 257051          | 2008 FE80              | 27 de març de 2008   | Mount Lemmon         | Mt. Lemmon Survey         |
| 257052          | 2008 FH82              | 27 de març de 2008   | Mount Lemmon         | Mt. Lemmon Survey         |
| 257053          | 2008 FT84              | 28 de març de 2008   | Mount Lemmon         | Mt. Lemmon Survey         |
| 257054          | 2008 FN85              | 28 de març de 2008   | Mount Lemmon         | Mt. Lemmon Survey         |
| 257055          | 2008 FF86              | 28 de març de 2008   | Mount Lemmon         | Mt. Lemmon Survey         |
| 257056          | 2008 FL88              | 28 de març de 2008   | Mount Lemmon         | Mt. Lemmon Survey         |
| 257057          | 2008 FU88              | 28 de març de 2008   | Kitt Peak            | Spacewatch                |
| 257058          | 2008 FN89              | 29 de març de 2008   | Kitt Peak            | Spacewatch                |
| 257059          | 2008 FD94              | 29 de març de 2008   | Kitt Peak            | Spacewatch                |
| 257060          | 2008 FL94              | 29 de març de 2008   | Kitt Peak            | Spacewatch                |
| 257061          | 2008 FB96              | 29 de març de 2008   | Catalina             | CSS                       |
| 257062          | 2008 FC99              | 30 de març de 2008   | Kitt Peak            | Spacewatch                |
| 257063          | 2008 FZ99              | 30 de març de 2008   | Kitt Peak            | Spacewatch                |
| 257064          | 2008 FG102             | 30 de març de 2008   | Kitt Peak            | Spacewatch                |
| 257065          | 2008 FJ102             | 30 de març de 2008   | Kitt Peak            | Spacewatch                |
| 257066          | 2008 FU107             | 31 de març de 2008   | Kitt Peak            | Spacewatch                |
| 257067          | 2008 FV110             | 31 de març de 2008   | Kitt Peak            | Spacewatch                |
| 257068          | 2008 FE113             | 31 de març de 2008   | Kitt Peak            | Spacewatch                |
| 257069          | 2008 FP113             | 31 de març de 2008   | Kitt Peak            | Spacewatch                |
| 257070          | 2008 FV113             | 31 de març de 2008   | Kitt Peak            | Spacewatch                |
| 257071          | 2008 FB114             | 31 de març de 2008   | Kitt Peak            | Spacewatch                |
| 257072          | 2008 FU114             | 31 de març de 2008   | Mount Lemmon         | Mt. Lemmon Survey         |
| 257073          | 2008 FU116             | 31 de març de 2008   | Kitt Peak            | Spacewatch                |
| 257074          | 2008 FN117             | 31 de març de 2008   | Kitt Peak            | Spacewatch                |
| 257075          | 2008 FJ118             | 31 de març de 2008   | Mount Lemmon         | Mt. Lemmon Survey         |
| 257076          | 2008 FK128             | 28 de març de 2008   | Kitt Peak            | Spacewatch                |
| 257077          | 2008 FV130             | 31 de març de 2008   | Kitt Peak            | Spacewatch                |
| 257078          | 2008 FZ130             | 28 de març de 2008   | Mount Lemmon         | Mt. Lemmon Survey         |
| 257079          | 2008 FU131             | 28 de març de 2008   | Mount Lemmon         | Mt. Lemmon Survey         |
| 257080          | 2008 FR135             | 31 de març de 2008   | Mount Lemmon         | Mt. Lemmon Survey         |
| 257081          | 2008 FV135             | 31 de març de 2008   | Kitt Peak            | Spacewatch                |
| 257082          | 2008 FH137             | 30 de març de 2008   | Catalina             | CSS                       |
| 257083          | 2008 FS137             | 31 de març de 2008   | Catalina             | CSS                       |
| 257084          | 2008 GX1               | 5 d'abril de 2008    | Costitx              | OAM                       |
| 257085          | 2008 GD2               | 6 d'abril de 2008    | Desert Moon          | B. L. Stevens             |
| 257086          | 2008 GT3               | 7 d'abril de 2008    | Catalina             | CSS                       |
| 257087          | 2008 GL14              | 3 d'abril de 2008    | Kitt Peak            | Spacewatch                |
| 257088          | 2008 GH20              | 7 d'abril de 2008    | Mayhill              | W. G. Dillon              |
| 257089          | 2008 GA23              | 1 d'abril de 2008    | Mount Lemmon         | Mt. Lemmon Survey         |
| 257090          | 2008 GZ26              | 3 d'abril de 2008    | Kitt Peak            | Spacewatch                |
| 257091          | 2008 GT32              | 3 d'abril de 2008    | Kitt Peak            | Spacewatch                |
| 257092          | 2008 GW34              | 3 d'abril de 2008    | Mount Lemmon         | Mt. Lemmon Survey         |
| 257093          | 2008 GK37              | 3 d'abril de 2008    | Kitt Peak            | Spacewatch                |
| 257094          | 2008 GV38              | 3 d'abril de 2008    | Mount Lemmon         | Mt. Lemmon Survey         |
| 257095          | 2008 GO39              | 4 d'abril de 2008    | Kitt Peak            | Spacewatch                |
| 257096          | 2008 GJ41              | 4 d'abril de 2008    | Kitt Peak            | Spacewatch                |
| 257097          | 2008 GY42              | 4 d'abril de 2008    | Mount Lemmon         | Mt. Lemmon Survey         |
| 257098          | 2008 GR45              | 4 d'abril de 2008    | Mount Lemmon         | Mt. Lemmon Survey         |
| 257099          | 2008 GO46              | 4 d'abril de 2008    | Kitt Peak            | Spacewatch                |
| 257100          | 2008 GQ46              | 4 d'abril de 2008    | Kitt Peak            | Spacewatch                |

## 257101-257200
| Nom    | Designació provisional | Data de descobriment  | Lloc de descobriment | Descobridor/s        |
| ------ | ---------------------- | --------------------- | -------------------- | -------------------- |
| 257101 | 2008 GV46              | 4 d'abril de 2008     | Kitt Peak            | Spacewatch           |
| 257102 | 2008 GR49              | 5 d'abril de 2008     | Kitt Peak            | Spacewatch           |
| 257103 | 2008 GE50              | 5 d'abril de 2008     | Mount Lemmon         | Mt. Lemmon Survey    |
| 257104 | 2008 GG52              | 5 d'abril de 2008     | Mount Lemmon         | Mt. Lemmon Survey    |
| 257105 | 2008 GE60              | 5 d'abril de 2008     | Catalina             | CSS                  |
| 257106 | 2008 GU60              | 5 d'abril de 2008     | Catalina             | CSS                  |
| 257107 | 2008 GJ64              | 5 d'abril de 2008     | Kitt Peak            | Spacewatch           |
| 257108 | 2008 GO64              | 6 d'abril de 2008     | Kitt Peak            | Spacewatch           |
| 257109 | 2008 GZ68              | 6 d'abril de 2008     | Kitt Peak            | Spacewatch           |
| 257110 | 2008 GV70              | 7 d'abril de 2008     | Kitt Peak            | Spacewatch           |
| 257111 | 2008 GE72              | 7 d'abril de 2008     | Mount Lemmon         | Mt. Lemmon Survey    |
| 257112 | 2008 GT72              | 7 d'abril de 2008     | Mount Lemmon         | Mt. Lemmon Survey    |
| 257113 | 2008 GE74              | 7 d'abril de 2008     | Kitt Peak            | Spacewatch           |
| 257114 | 2008 GN77              | 7 d'abril de 2008     | Kitt Peak            | Spacewatch           |
| 257115 | 2008 GE78              | 7 d'abril de 2008     | Kitt Peak            | Spacewatch           |
| 257116 | 2008 GH79              | 7 d'abril de 2008     | Kitt Peak            | Spacewatch           |
| 257117 | 2008 GO81              | 7 d'abril de 2008     | Kitt Peak            | Spacewatch           |
| 257118 | 2008 GS81              | 8 d'abril de 2008     | Bergisch Gladbac     | W. Bickel            |
| 257119 | 2008 GD86              | 9 d'abril de 2008     | Kitt Peak            | Spacewatch           |
| 257120 | 2008 GU87              | 5 d'abril de 2008     | Mount Lemmon         | Mt. Lemmon Survey    |
| 257121 | 2008 GZ87              | 5 d'abril de 2008     | Catalina             | CSS                  |
| 257122 | 2008 GC89              | 6 d'abril de 2008     | Kitt Peak            | Spacewatch           |
| 257123 | 2008 GT96              | 8 d'abril de 2008     | Mount Lemmon         | Mt. Lemmon Survey    |
| 257124 | 2008 GG98              | 8 d'abril de 2008     | Kitt Peak            | Spacewatch           |
| 257125 | 2008 GX101             | 10 d'abril de 2008    | Kitt Peak            | Spacewatch           |
| 257126 | 2008 GH106             | 11 d'abril de 2008    | Mount Lemmon         | Mt. Lemmon Survey    |
| 257127 | 2008 GZ116             | 11 d'abril de 2008    | Kitt Peak            | Spacewatch           |
| 257128 | 2008 GT117             | 11 d'abril de 2008    | Kitt Peak            | Spacewatch           |
| 257129 | 2008 GK118             | 11 d'abril de 2008    | Mount Lemmon         | Mt. Lemmon Survey    |
| 257130 | 2008 GY120             | 12 d'abril de 2008    | Catalina             | CSS                  |
| 257131 | 2008 GV121             | 13 d'abril de 2008    | Kitt Peak            | Spacewatch           |
| 257132 | 2008 GF123             | 13 d'abril de 2008    | Kitt Peak            | Spacewatch           |
| 257133 | 2008 GL130             | 5 d'abril de 2008     | Kitt Peak            | Spacewatch           |
| 257134 | 2008 GY132             | 15 d'abril de 2008    | Kitt Peak            | Spacewatch           |
| 257135 | 2008 GM136             | 1 d'abril de 2008     | Kitt Peak            | Spacewatch           |
| 257136 | 2008 GK142             | 4 d'abril de 2008     | Catalina             | CSS                  |
| 257137 | 2008 GL144             | 4 d'abril de 2008     | Socorro              | LINEAR               |
| 257138 | 2008 HM                | 24 d'abril de 2008    | Kitt Peak            | Spacewatch           |
| 257139 | 2008 HB3               | 26 d'abril de 2008    | Bergisch Gladbac     | W. Bickel            |
| 257140 | 2008 HJ4               | 28 d'abril de 2008    | La Sagra             | La Sagra             |
| 257141 | 2008 HW5               | 24 d'abril de 2008    | Kitt Peak            | Spacewatch           |
| 257142 | 2008 HA6               | 24 d'abril de 2008    | Kitt Peak            | Spacewatch           |
| 257143 | 2008 HP6               | 24 d'abril de 2008    | Kitt Peak            | Spacewatch           |
| 257144 | 2008 HP9               | 24 d'abril de 2008    | Mount Lemmon         | Mt. Lemmon Survey    |
| 257145 | 2008 HW9               | 24 d'abril de 2008    | Mount Lemmon         | Mt. Lemmon Survey    |
| 257146 | 2008 HA13              | 25 d'abril de 2008    | Kitt Peak            | Spacewatch           |
| 257147 | 2008 HP13              | 25 d'abril de 2008    | Kitt Peak            | Spacewatch           |
| 257148 | 2008 HL15              | 25 d'abril de 2008    | Kitt Peak            | Spacewatch           |
| 257149 | 2008 HW16              | 25 d'abril de 2008    | Kitt Peak            | Spacewatch           |
| 257150 | 2008 HF17              | 25 d'abril de 2008    | Kitt Peak            | Spacewatch           |
| 257151 | 2008 HO18              | 26 d'abril de 2008    | Mount Lemmon         | Mt. Lemmon Survey    |
| 257152 | 2008 HD21              | 26 d'abril de 2008    | Kitt Peak            | Spacewatch           |
| 257153 | 2008 HQ27              | 27 d'abril de 2008    | Mount Lemmon         | Mt. Lemmon Survey    |
| 257154 | 2008 HM33              | 25 d'abril de 2008    | Kitt Peak            | Spacewatch           |
| 257155 | 2008 HD37              | 30 d'abril de 2008    | Mount Lemmon         | Mt. Lemmon Survey    |
| 257156 | 2008 HO37              | 29 d'abril de 2008    | Vicques              | M. Ory               |
| 257157 | 2008 HL38              | 25 d'abril de 2008    | Mount Lemmon         | Mt. Lemmon Survey    |
| 257158 | 2008 HN39              | 26 d'abril de 2008    | Mount Lemmon         | Mt. Lemmon Survey    |
| 257159 | 2008 HB43              | 27 d'abril de 2008    | Mount Lemmon         | Mt. Lemmon Survey    |
| 257160 | 2008 HR43              | 27 d'abril de 2008    | Mount Lemmon         | Mt. Lemmon Survey    |
| 257161 | 2008 HO54              | 29 d'abril de 2008    | Kitt Peak            | Spacewatch           |
| 257162 | 2008 HU56              | 30 d'abril de 2008    | Kitt Peak            | Spacewatch           |
| 257163 | 2008 HK58              | 30 d'abril de 2008    | Mount Lemmon         | Mt. Lemmon Survey    |
| 257164 | 2008 HO58              | 30 d'abril de 2008    | Mount Lemmon         | Mt. Lemmon Survey    |
| 257165 | 2008 HR60              | 29 d'abril de 2008    | Mount Lemmon         | Mt. Lemmon Survey    |
| 257166 | 2008 HQ66              | 29 d'abril de 2008    | Catalina             | CSS                  |
| 257167 | 2008 HS66              | 30 d'abril de 2008    | Catalina             | CSS                  |
| 257168 | 2008 HA69              | 24 d'abril de 2008    | Mount Lemmon         | Mt. Lemmon Survey    |
| 257169 | 2008 HN69              | 29 d'abril de 2008    | Mount Lemmon         | Mt. Lemmon Survey    |
| 257170 | 2008 JD1               | 1 de maig de 2008     | Mount Lemmon         | Mt. Lemmon Survey    |
| 257171 | 2008 JS1               | 2 de maig de 2008     | Mount Lemmon         | Mt. Lemmon Survey    |
| 257172 | 2008 JF2               | 2 de maig de 2008     | Kitt Peak            | Spacewatch           |
| 257173 | 2008 JF13              | 3 de maig de 2008     | Kitt Peak            | Spacewatch           |
| 257174 | 2008 JX18              | 6 de maig de 2008     | Kitt Peak            | Spacewatch           |
| 257175 | 2008 JO23              | 7 de maig de 2008     | Kitt Peak            | Spacewatch           |
| 257176 | 2008 JZ27              | 8 de maig de 2008     | Kitt Peak            | Spacewatch           |
| 257177 | 2008 JO28              | 8 de maig de 2008     | Kitt Peak            | Spacewatch           |
| 257178 | 2008 JE29              | 11 de maig de 2008    | Catalina             | CSS                  |
| 257179 | 2008 JA30              | 11 de maig de 2008    | Kitt Peak            | Spacewatch           |
| 257180 | 2008 JF31              | 5 de maig de 2008     | Mount Lemmon         | Mt. Lemmon Survey    |
| 257181 | 2008 JO32              | 7 de maig de 2008     | Kitt Peak            | Spacewatch           |
| 257182 | 2008 JZ34              | 7 de maig de 2008     | Siding Spring        | Siding Spring Survey |
| 257183 | 2008 JP39              | 7 de maig de 2008     | Kitt Peak            | Spacewatch           |
| 257184 | 2008 KJ                | 26 de maig de 2008    | Kitt Peak            | Spacewatch           |
| 257185 | 2008 KE1               | 26 de maig de 2008    | Kitt Peak            | Spacewatch           |
| 257186 | 2008 KZ7               | 27 de maig de 2008    | Kitt Peak            | Spacewatch           |
| 257187 | 2008 KD10              | 27 de maig de 2008    | Mount Lemmon         | Mt. Lemmon Survey    |
| 257188 | 2008 KE11              | 29 de maig de 2008    | Kitt Peak            | Spacewatch           |
| 257189 | 2008 KU11              | 28 de maig de 2008    | Calvin-Rehoboth      | Calvin College       |
| 257190 | 2008 KD35              | 27 de maig de 2008    | Kitt Peak            | Spacewatch           |
| 257191 | 2008 LE7               | 3 de juny de 2008     | Kitt Peak            | Spacewatch           |
| 257192 | 2008 MG                | 22 de juny de 2008    | Kitt Peak            | Spacewatch           |
| 257193 | 2008 PK19              | 7 d'agost de 2008     | Kitt Peak            | Spacewatch           |
| 257194 | 2008 PZ21              | 3 d'agost de 2008     | Socorro              | LINEAR               |
| 257195 | 2008 QY41              | 29 d'agost de 2008    | Pises                | Pises                |
| 257196 | 2008 RE3               | 2 de setembre de 2008 | Kitt Peak            | Spacewatch           |
| 257197 | 2008 RG33              | 2 de setembre de 2008 | Kitt Peak            | Spacewatch           |
| 257198 | 2008 RE54              | 3 de setembre de 2008 | Kitt Peak            | Spacewatch           |
| 257199 | 2008 RW58              | 3 de setembre de 2008 | Kitt Peak            | Spacewatch           |
| 257200 | 2008 RJ65              | 4 de setembre de 2008 | Kitt Peak            | Spacewatch           |

## 257201-257300
| Nom                   | Designació provisional | Data de descobriment   | Lloc de descobriment | Descobridor/s        |
| --------------------- | ---------------------- | ---------------------- | -------------------- | -------------------- |
| 257201                | 2008 RT66              | 4 de setembre de 2008  | Kitt Peak            | Spacewatch           |
| 257202                | 2008 RU122             | 5 de setembre de 2008  | Kitt Peak            | Spacewatch           |
| 257203                | 2008 RW122             | 5 de setembre de 2008  | Kitt Peak            | Spacewatch           |
| 257204                | 2008 SQ220             | 25 de setembre de 2008 | Kitt Peak            | Spacewatch           |
| 257205                | 2008 TT64              | 2 d'octubre de 2008    | Mount Lemmon         | Mt. Lemmon Survey    |
| 257206                | 2008 UA                | 18 d'octubre de 2008   | Sandlot              | G. Hug               |
| 257207                | 2008 UL123             | 22 d'octubre de 2008   | Kitt Peak            | Spacewatch           |
| 257208                | 2008 WB38              | 17 de novembre de 2008 | Kitt Peak            | Spacewatch           |
| 257209                | 2008 WW91              | 26 de novembre de 2008 | La Sagra             | La Sagra             |
| 257210                | 2008 XO22              | 2 de desembre de 2008  | Mount Lemmon         | Mt. Lemmon Survey    |
| 257211                | 2008 YY4               | 21 de desembre de 2008 | Piszkesteto          | K. Sarneczky         |
| 257212                | 2008 YB5               | 22 de desembre de 2008 | Piszkesteto          | K. Sarneczky         |
| 257213                | 2008 YM79              | 30 de desembre de 2008 | Mount Lemmon         | Mt. Lemmon Survey    |
| 257214                | 2009 AF14              | 2 de gener de 2009     | Mount Lemmon         | Mt. Lemmon Survey    |
| 257215                | 2009 AT22              | 3 de gener de 2009     | Kitt Peak            | Spacewatch           |
| 257216                | 2009 AY43              | 2 de gener de 2009     | Kitt Peak            | Spacewatch           |
| 257217                | 2009 AL48              | 2 de gener de 2009     | Catalina             | CSS                  |
| 257218                | 2009 BK112             | 30 de gener de 2009    | Mount Lemmon         | Mt. Lemmon Survey    |
| 257219                | 2009 BM178             | 20 de gener de 2009    | Mount Lemmon         | Mt. Lemmon Survey    |
| 257220                | 2009 BB179             | 30 de gener de 2009    | Mount Lemmon         | Mt. Lemmon Survey    |
| 257221                | 2009 CX26              | 1 de febrer de 2009    | Kitt Peak            | Spacewatch           |
| 257222                | 2009 CG58              | 3 de febrer de 2009    | Kitt Peak            | Spacewatch           |
| 257223                | 2009 CB62              | 3 de febrer de 2009    | Mount Lemmon         | Mt. Lemmon Survey    |
| 257224                | 2009 DZ6               | 18 de febrer de 2009   | Siding Spring        | Siding Spring Survey |
| 257225                | 2009 DY11              | 18 de febrer de 2009   | Socorro              | LINEAR               |
| 257226                | 2009 DW31              | 20 de febrer de 2009   | Kitt Peak            | Spacewatch           |
| 257227                | 2009 DU35              | 20 de febrer de 2009   | Kitt Peak            | Spacewatch           |
| 257228                | 2009 DP50              | 19 de febrer de 2009   | Kitt Peak            | Spacewatch           |
| 257229                | 2009 DS61              | 22 de febrer de 2009   | Kitt Peak            | Spacewatch           |
| 257230                | 2009 DR64              | 24 de febrer de 2009   | Kitt Peak            | Spacewatch           |
| 257231                | 2009 DW71              | 20 de febrer de 2009   | Kitt Peak            | Spacewatch           |
| 257232                | 2009 DJ75              | 19 de febrer de 2009   | Catalina             | CSS                  |
| 257233                | 2009 DV91              | 27 de febrer de 2009   | Kitt Peak            | Spacewatch           |
| 257234 Güntherkurtzer | 2009 DD112             | 26 de febrer de 2009   | Calar Alto           | F. Hormuth           |
| 257235                | 2009 DO124             | 19 de febrer de 2009   | Kitt Peak            | Spacewatch           |
| 257236                | 2009 DF125             | 19 de febrer de 2009   | Kitt Peak            | Spacewatch           |
| 257237                | 2009 DU125             | 19 de febrer de 2009   | Kitt Peak            | Spacewatch           |
| 257238                | 2009 DN130             | 26 de febrer de 2009   | Kitt Peak            | Spacewatch           |
| 257239                | 2009 ET4               | 15 de març de 2009     | La Sagra             | La Sagra             |
| 257240                | 2009 EJ12              | 1 de març de 2009      | Kitt Peak            | Spacewatch           |
| 257241                | 2009 EM13              | 15 de març de 2009     | Kitt Peak            | Spacewatch           |
| 257242                | 2009 ET14              | 15 de març de 2009     | Kitt Peak            | Spacewatch           |
| 257243                | 2009 EU21              | 14 de març de 2009     | La Sagra             | La Sagra             |
| 257244                | 2009 EP26              | 15 de març de 2009     | Kitt Peak            | Spacewatch           |
| 257245                | 2009 FW3               | 18 de març de 2009     | Dauban               | F. Kugel             |
| 257246                | 2009 FA4               | 18 de març de 2009     | La Sagra             | La Sagra             |
| 257247                | 2009 FS18              | 20 de març de 2009     | La Sagra             | La Sagra             |
| 257248 Chouchiehlun   | 2009 FA19              | 20 de març de 2009     | Lulin                | Y.-S. Tsai, T. Chen  |
| 257249                | 2009 FL20              | 17 de març de 2009     | Bergisch Gladbac     | W. Bickel            |
| 257250                | 2009 FF22              | 18 de març de 2009     | Kitt Peak            | Spacewatch           |
| 257251                | 2009 FG25              | 22 de març de 2009     | Vicques              | M. Ory               |
| 257252                | 2009 FK26              | 17 de març de 2009     | Kitt Peak            | Spacewatch           |
| 257253                | 2009 FH30              | 27 de març de 2009     | La Sagra             | La Sagra             |
| 257254                | 2009 FC31              | 24 de març de 2009     | Socorro              | LINEAR               |
| 257255                | 2009 FB39              | 21 de març de 2009     | Kitt Peak            | Spacewatch           |
| 257256                | 2009 FA43              | 29 de març de 2009     | Socorro              | LINEAR               |
| 257257                | 2009 FB43              | 29 de març de 2009     | Socorro              | LINEAR               |
| 257258                | 2009 FP45              | 19 de març de 2009     | Mount Lemmon         | Mt. Lemmon Survey    |
| 257259                | 2009 FU45              | 27 de març de 2009     | La Sagra             | La Sagra             |
| 257260                | 2009 FK46              | 27 de març de 2009     | Kitt Peak            | Spacewatch           |
| 257261 Ovechkin       | 2009 FS47              | 31 de març de 2009     | Tzec Maun            | L. Elenin            |
| 257262                | 2009 FC49              | 26 de març de 2009     | Mount Lemmon         | Mt. Lemmon Survey    |
| 257263                | 2009 FF58              | 21 de març de 2009     | Kitt Peak            | Spacewatch           |
| 257264                | 2009 FG58              | 21 de març de 2009     | Kitt Peak            | Spacewatch           |
| 257265                | 2009 FY58              | 21 de març de 2009     | Mount Lemmon         | Mt. Lemmon Survey    |
| 257266                | 2009 FZ74              | 28 de març de 2009     | Siding Spring        | Siding Spring Survey |
| 257267                | 2009 FY75              | 24 de març de 2009     | Kitt Peak            | Spacewatch           |
| 257268                | 2009 FC76              | 24 de març de 2009     | Kitt Peak            | Spacewatch           |
| 257269                | 2009 FP76              | 29 de març de 2009     | Kitt Peak            | Spacewatch           |
| 257270                | 2009 GW2               | 15 d'abril de 2009     | Siding Spring        | Siding Spring Survey |
| 257271                | 2009 GV5               | 2 d'abril de 2009      | Kitt Peak            | Spacewatch           |
| 257272                | 2009 HH                | 17 d'abril de 2009     | Cordell-Lorenz       | D. T. Durig          |
| 257273                | 2009 HC1               | 16 d'abril de 2009     | Catalina             | CSS                  |
| 257274                | 2009 HF1               | 16 d'abril de 2009     | Catalina             | CSS                  |
| 257275                | 2009 HA2               | 17 d'abril de 2009     | Kitt Peak            | Spacewatch           |
| 257276                | 2009 HG2               | 17 d'abril de 2009     | Catalina             | CSS                  |
| 257277                | 2009 HX4               | 17 d'abril de 2009     | Kitt Peak            | Spacewatch           |
| 257278                | 2009 HJ5               | 17 d'abril de 2009     | Kitt Peak            | Spacewatch           |
| 257279                | 2009 HY7               | 17 d'abril de 2009     | Kitt Peak            | Spacewatch           |
| 257280                | 2009 HE8               | 17 d'abril de 2009     | Kitt Peak            | Spacewatch           |
| 257281                | 2009 HN19              | 19 d'abril de 2009     | Catalina             | CSS                  |
| 257282                | 2009 HT19              | 16 d'abril de 2009     | Catalina             | CSS                  |
| 257283                | 2009 HH20              | 18 d'abril de 2009     | Kitt Peak            | Spacewatch           |
| 257284                | 2009 HK20              | 18 d'abril de 2009     | Kitt Peak            | Spacewatch           |
| 257285                | 2009 HV21              | 16 d'abril de 2009     | Catalina             | CSS                  |
| 257286                | 2009 HU27              | 18 d'abril de 2009     | Kitt Peak            | Spacewatch           |
| 257287                | 2009 HT28              | 18 d'abril de 2009     | Catalina             | CSS                  |
| 257288                | 2009 HJ32              | 19 d'abril de 2009     | Kitt Peak            | Spacewatch           |
| 257289                | 2009 HJ37              | 17 d'abril de 2009     | Catalina             | CSS                  |
| 257290                | 2009 HS41              | 20 d'abril de 2009     | Kitt Peak            | Spacewatch           |
| 257291                | 2009 HQ42              | 20 d'abril de 2009     | Kitt Peak            | Spacewatch           |
| 257292                | 2009 HK45              | 21 d'abril de 2009     | La Sagra             | La Sagra             |
| 257293                | 2009 HC50              | 21 d'abril de 2009     | Kitt Peak            | Spacewatch           |
| 257294                | 2009 HQ53              | 20 d'abril de 2009     | Kitt Peak            | Spacewatch           |
| 257295                | 2009 HN55              | 21 d'abril de 2009     | Mount Lemmon         | Mt. Lemmon Survey    |
| 257296                | 2009 HT57              | 20 d'abril de 2009     | Zadko                | M. Todd              |
| 257297                | 2009 HY58              | 17 d'abril de 2009     | Catalina             | CSS                  |
| 257298                | 2009 HA59              | 18 d'abril de 2009     | Catalina             | CSS                  |
| 257299                | 2009 HB60              | 22 d'abril de 2009     | Mount Lemmon         | Mt. Lemmon Survey    |
| 257300                | 2009 HE61              | 20 d'abril de 2009     | Mount Lemmon         | Mt. Lemmon Survey    |

## 257301-257400
| Nom    | Designació provisional | Data de descobriment   | Lloc de descobriment | Descobridor/s             |
| ------ | ---------------------- | ---------------------- | -------------------- | ------------------------- |
| 257301 | 2009 HT61              | 20 d'abril de 2009     | Mount Lemmon         | Mt. Lemmon Survey         |
| 257302 | 2009 HX61              | 20 d'abril de 2009     | Mount Lemmon         | Mt. Lemmon Survey         |
| 257303 | 2009 HS65              | 23 d'abril de 2009     | Kitt Peak            | Spacewatch                |
| 257304 | 2009 HT68              | 21 d'abril de 2009     | Mount Lemmon         | Mt. Lemmon Survey         |
| 257305 | 2009 HS69              | 22 d'abril de 2009     | Mount Lemmon         | Mt. Lemmon Survey         |
| 257306 | 2009 HZ72              | 28 d'abril de 2009     | Catalina             | CSS                       |
| 257307 | 2009 HK75              | 28 d'abril de 2009     | Catalina             | CSS                       |
| 257308 | 2009 HM77              | 22 d'abril de 2009     | La Sagra             | La Sagra                  |
| 257309 | 2009 HU83              | 27 d'abril de 2009     | Kitt Peak            | Spacewatch                |
| 257310 | 2009 HU85              | 29 d'abril de 2009     | Kitt Peak            | Spacewatch                |
| 257311 | 2009 HM88              | 30 d'abril de 2009     | La Sagra             | La Sagra                  |
| 257312 | 2009 HT88              | 22 d'abril de 2009     | La Sagra             | La Sagra                  |
| 257313 | 2009 HW88              | 23 d'abril de 2009     | La Sagra             | La Sagra                  |
| 257314 | 2009 HY88              | 24 d'abril de 2009     | Cerro Burek          | Cerro Burek               |
| 257315 | 2009 HU89              | 29 d'abril de 2009     | Kitt Peak            | Spacewatch                |
| 257316 | 2009 HJ90              | 19 d'abril de 2009     | Mount Lemmon         | Mt. Lemmon Survey         |
| 257317 | 2009 HS90              | 20 d'abril de 2009     | Mount Lemmon         | Mt. Lemmon Survey         |
| 257318 | 2009 HD92              | 29 d'abril de 2009     | Kitt Peak            | Spacewatch                |
| 257319 | 2009 HN92              | 30 d'abril de 2009     | Kitt Peak            | Spacewatch                |
| 257320 | 2009 HE94              | 26 d'abril de 2009     | Moletai              | K. Cernis, J. Zdanavicius |
| 257321 | 2009 HF94              | 21 d'abril de 2009     | Mount Lemmon         | Mt. Lemmon Survey         |
| 257322 | 2009 HK97              | 17 d'abril de 2009     | Kitt Peak            | Spacewatch                |
| 257323 | 2009 HC98              | 19 d'abril de 2009     | Kitt Peak            | Spacewatch                |
| 257324 | 2009 HS98              | 28 d'abril de 2009     | Mount Lemmon         | Mt. Lemmon Survey         |
| 257325 | 2009 HN99              | 21 d'abril de 2009     | Kitt Peak            | Spacewatch                |
| 257326 | 2009 HA101             | 26 d'abril de 2009     | Kitt Peak            | Spacewatch                |
| 257327 | 2009 HE101             | 22 d'abril de 2009     | Mount Lemmon         | Mt. Lemmon Survey         |
| 257328 | 2009 HF101             | 23 d'abril de 2009     | Kitt Peak            | Spacewatch                |
| 257329 | 2009 HK102             | 21 d'abril de 2009     | Kitt Peak            | Spacewatch                |
| 257330 | 2009 HD103             | 17 d'abril de 2009     | Kitt Peak            | Spacewatch                |
| 257331 | 2009 HN103             | 18 d'abril de 2009     | Mount Lemmon         | Mt. Lemmon Survey         |
| 257332 | 2009 HD105             | 19 d'abril de 2009     | Kitt Peak            | Spacewatch                |
| 257333 | 2009 HY105             | 16 d'abril de 2009     | Siding Spring        | Siding Spring Survey      |
| 257334 | 2009 JM                | 2 de maig de 2009      | La Sagra             | La Sagra                  |
| 257335 | 2009 JZ                | 4 de maig de 2009      | La Sagra             | La Sagra                  |
| 257336 | 2009 JA1               | 4 de maig de 2009      | La Sagra             | La Sagra                  |
| 257337 | 2009 JG9               | 14 de maig de 2009     | Kitt Peak            | Spacewatch                |
| 257338 | 2009 JO10              | 14 de maig de 2009     | Mount Lemmon         | Mt. Lemmon Survey         |
| 257339 | 2009 JZ12              | 2 de maig de 2009      | La Sagra             | La Sagra                  |
| 257340 | 2009 JC13              | 2 de maig de 2009      | La Sagra             | La Sagra                  |
| 257341 | 2009 JE16              | 1 de maig de 2009      | Mount Lemmon         | Mt. Lemmon Survey         |
| 257342 | 2009 JG16              | 4 de maig de 2009      | Mount Lemmon         | Mt. Lemmon Survey         |
| 257343 | 2009 JA17              | 1 de maig de 2009      | Mount Lemmon         | Mt. Lemmon Survey         |
| 257344 | 2009 JG17              | 15 de maig de 2009     | Siding Spring        | Siding Spring Survey      |
| 257345 | 2009 KR1               | 17 de maig de 2009     | La Sagra             | La Sagra                  |
| 257346 | 2009 KA3               | 20 de maig de 2009     | Mayhill              | A. Lowe                   |
| 257347 | 2009 KC4               | 24 de maig de 2009     | Catalina             | CSS                       |
| 257348 | 2009 KN7               | 26 de maig de 2009     | La Sagra             | La Sagra                  |
| 257349 | 2009 KD8               | 28 de maig de 2009     | La Sagra             | La Sagra                  |
| 257350 | 2009 KF8               | 28 de maig de 2009     | La Sagra             | La Sagra                  |
| 257351 | 2009 KU14              | 26 de maig de 2009     | Catalina             | CSS                       |
| 257352 | 2009 KG15              | 26 de maig de 2009     | Catalina             | CSS                       |
| 257353 | 2009 KL15              | 26 de maig de 2009     | Catalina             | CSS                       |
| 257354 | 2009 KT18              | 27 de maig de 2009     | Mount Lemmon         | Mt. Lemmon Survey         |
| 257355 | 2009 KT22              | 25 de maig de 2009     | Mount Lemmon         | Mt. Lemmon Survey         |
| 257356 | 2009 KD23              | 27 de maig de 2009     | Kitt Peak            | Spacewatch                |
| 257357 | 2009 KQ30              | 17 de maig de 2009     | Kitt Peak            | Spacewatch                |
| 257358 | 2009 LT                | 11 de juny de 2009     | La Sagra             | La Sagra                  |
| 257359 | 2009 LY4               | 14 de juny de 2009     | Kitt Peak            | Spacewatch                |
| 257360 | 2009 MA1               | 17 de juny de 2009     | La Sagra             | La Sagra                  |
| 257361 | 2009 ME7               | 24 de juny de 2009     | La Sagra             | La Sagra                  |
| 257362 | 2009 MR8               | 27 de juny de 2009     | La Sagra             | La Sagra                  |
| 257363 | 2009 NC2               | 14 de juliol de 2009   | Kitt Peak            | Spacewatch                |
| 257364 | 2009 OH                | 16 de juliol de 2009   | La Sagra             | La Sagra                  |
| 257365 | 2009 OZ                | 19 de juliol de 2009   | La Sagra             | La Sagra                  |
| 257366 | 2009 OJ4               | 23 de juliol de 2009   | Tiki                 | N. Teamo                  |
| 257367 | 2009 OD19              | 28 de juliol de 2009   | Kitt Peak            | Spacewatch                |
| 257368 | 2009 OO21              | 31 de juliol de 2009   | Sandlot              | G. Hug                    |
| 257369 | 2009 OF24              | 27 de juliol de 2009   | Kitt Peak            | Spacewatch                |
| 257370 | 2009 OR24              | 27 de juliol de 2009   | Catalina             | CSS                       |
| 257371 | 2009 PM4               | 14 d'agost de 2009     | La Sagra             | La Sagra                  |
| 257372 | 2009 PY9               | 15 d'agost de 2009     | Kachina              | Kachina                   |
| 257373 | 2009 PQ20              | 1 d'agost de 2009      | Siding Spring        | Siding Spring Survey      |
| 257374 | 2009 QA13              | 16 d'agost de 2009     | Kitt Peak            | Spacewatch                |
| 257375 | 2009 QZ47              | 28 d'agost de 2009     | La Sagra             | La Sagra                  |
| 257376 | 2009 QW57              | 17 d'agost de 2009     | Kitt Peak            | Spacewatch                |
| 257377 | 2009 RG5               | 14 de setembre de 2009 | Needville            | C. Sexton, J. Dellinger   |
| 257378 | 2009 RN9               | 12 de setembre de 2009 | Kitt Peak            | Spacewatch                |
| 257379 | 2009 RP55              | 15 de setembre de 2009 | Kitt Peak            | Spacewatch                |
| 257380 | 2009 SO10              | 16 de setembre de 2009 | Kitt Peak            | Spacewatch                |
| 257381 | 2009 SK38              | 16 de setembre de 2009 | Kitt Peak            | Spacewatch                |
| 257382 | 2009 SR49              | 17 de setembre de 2009 | Kitt Peak            | Spacewatch                |
| 257383 | 2009 SO52              | 17 de setembre de 2009 | Kitt Peak            | Spacewatch                |
| 257384 | 2009 SO60              | 17 de setembre de 2009 | Kitt Peak            | Spacewatch                |
| 257385 | 2009 ST121             | 18 de setembre de 2009 | Kitt Peak            | Spacewatch                |
| 257386 | 2009 SN122             | 18 de setembre de 2009 | Kitt Peak            | Spacewatch                |
| 257387 | 2009 SO137             | 18 de setembre de 2009 | Kitt Peak            | Spacewatch                |
| 257388 | 2009 SD154             | 20 de setembre de 2009 | Kitt Peak            | Spacewatch                |
| 257389 | 2009 SY155             | 20 de setembre de 2009 | Kitt Peak            | Spacewatch                |
| 257390 | 2009 SM189             | 22 de setembre de 2009 | Kitt Peak            | Spacewatch                |
| 257391 | 2009 SD200             | 22 de setembre de 2009 | Kitt Peak            | Spacewatch                |
| 257392 | 2009 ST203             | 22 de setembre de 2009 | Kitt Peak            | Spacewatch                |
| 257393 | 2009 SZ211             | 23 de setembre de 2009 | Kitt Peak            | Spacewatch                |
| 257394 | 2009 SV215             | 24 de setembre de 2009 | Kitt Peak            | Spacewatch                |
| 257395 | 2009 SW216             | 24 de setembre de 2009 | Kitt Peak            | Spacewatch                |
| 257396 | 2009 SF220             | 24 de setembre de 2009 | Mount Lemmon         | Mt. Lemmon Survey         |
| 257397 | 2009 SL229             | 23 de setembre de 2009 | Mount Lemmon         | Mt. Lemmon Survey         |
| 257398 | 2009 SY246             | 18 de setembre de 2009 | Kitt Peak            | Spacewatch                |
| 257399 | 2009 SX253             | 25 de setembre de 2009 | Kitt Peak            | Spacewatch                |
| 257400 | 2009 SK264             | 23 de setembre de 2009 | Mount Lemmon         | Mt. Lemmon Survey         |

## 257401-257500
| Nom                    | Designació provisional | Data de descobriment   | Lloc de descobriment | Descobridor/s                                          |
| ---------------------- | ---------------------- | ---------------------- | -------------------- | ------------------------------------------------------ |
| 257401                 | 2009 SM264             | 23 de setembre de 2009 | Mount Lemmon         | Mt. Lemmon Survey                                      |
| 257402                 | 2009 SG297             | 28 de setembre de 2009 | Catalina             | CSS                                                    |
| 257403                 | 2009 SO299             | 29 de setembre de 2009 | Mount Lemmon         | Mt. Lemmon Survey                                      |
| 257404                 | 2009 SF315             | 19 de setembre de 2009 | Kitt Peak            | Spacewatch                                             |
| 257405                 | 2009 SG330             | 18 de setembre de 2009 | Catalina             | CSS                                                    |
| 257406                 | 2009 ST334             | 26 de setembre de 2009 | Kitt Peak            | Spacewatch                                             |
| 257407                 | 2009 SO356             | 17 de setembre de 2009 | Kitt Peak            | Spacewatch                                             |
| 257408                 | 2009 SH358             | 16 de setembre de 2009 | Catalina             | CSS                                                    |
| 257409                 | 2009 SB360             | 27 de setembre de 2009 | Socorro              | LINEAR                                                 |
| 257410                 | 2009 TP15              | 1 d'octubre de 2009    | Mount Lemmon         | Mt. Lemmon Survey                                      |
| 257411                 | 2009 TM18              | 9 d'octubre de 2009    | Catalina             | CSS                                                    |
| 257412                 | 2009 UY2               | 16 d'octubre de 2009   | Socorro              | LINEAR                                                 |
| 257413                 | 2009 UB61              | 17 d'octubre de 2009   | Mount Lemmon         | Mt. Lemmon Survey                                      |
| 257414                 | 2009 UE71              | 22 d'octubre de 2009   | Mount Lemmon         | Mt. Lemmon Survey                                      |
| 257415                 | 2009 UP118             | 23 d'octubre de 2009   | Mount Lemmon         | Mt. Lemmon Survey                                      |
| 257416                 | 2009 UV147             | 16 d'octubre de 2009   | Mount Lemmon         | Mt. Lemmon Survey                                      |
| 257417                 | 2009 WT                | 16 de novembre de 2009 | Calvin-Rehoboth      | L. A. Molnar                                           |
| 257418                 | 2009 WD2               | 16 de novembre de 2009 | Mount Lemmon         | Mt. Lemmon Survey                                      |
| 257419                 | 2009 YE19              | 26 de desembre de 2009 | Kitt Peak            | Spacewatch                                             |
| 257420                 | 2009 YT24              | 18 de desembre de 2009 | Mount Lemmon         | Mt. Lemmon Survey                                      |
| 257421                 | 2010 BR11              | 16 de gener de 2010    | WISE                 | WISE                                                   |
| 257422                 | 2010 FR47              | 22 de març de 2010     | ESA OGS              | ESA OGS                                                |
| 257423                 | 2010 FM48              | 22 de març de 2010     | ESA OGS              | ESA OGS                                                |
| 257424                 | 2010 HX90              | 29 d'abril de 2010     | WISE                 | WISE                                                   |
| 257425                 | 2010 JD24              | 4 de maig de 2010      | WISE                 | WISE                                                   |
| 257426                 | 2010 KB99              | 28 de maig de 2010     | WISE                 | WISE                                                   |
| 257427                 | 2010 KX104             | 29 de maig de 2010     | WISE                 | WISE                                                   |
| 257428                 | 2010 LH38              | 6 de juny de 2010      | WISE                 | WISE                                                   |
| 257429                 | 2010 LA46              | 8 de juny de 2010      | WISE                 | WISE                                                   |
| 257430                 | 2010 LC95              | 12 de juny de 2010     | WISE                 | WISE                                                   |
| 257431                 | 2010 LT131             | 15 de juny de 2010     | WISE                 | WISE                                                   |
| 257432                 | 2010 MX112             | 18 de juny de 2010     | Mount Lemmon         | Mt. Lemmon Survey                                      |
| 257433                 | 2010 NX5               | 5 de juliol de 2010    | Kitt Peak            | Spacewatch                                             |
| 257434                 | 2010 ND6               | 5 de juliol de 2010    | Mount Lemmon         | Mt. Lemmon Survey                                      |
| 257435                 | 2010 NG35              | 8 de juliol de 2010    | WISE                 | WISE                                                   |
| 257436                 | 2010 NO42              | 9 de juliol de 2010    | WISE                 | WISE                                                   |
| 257437                 | 2010 NW68              | 14 de juliol de 2010   | WISE                 | WISE                                                   |
| 257438                 | 2010 OH98              | 28 de juliol de 2010   | WISE                 | WISE                                                   |
| 257439 Peppeprosperini | 2010 PL23              | 9 d'agost de 2010      | Frasso Sabino        | Frasso Sabino                                          |
| 257440                 | 2010 PF65              | 10 d'agost de 2010     | Kitt Peak            | Spacewatch                                             |
| 257441                 | 2010 QZ3               | 19 d'agost de 2010     | Purple Mountain      | PMO NEO Survey Program                                 |
| 257442                 | 2010 RH71              | 9 de setembre de 2010  | La Sagra             | La Sagra                                               |
| 257443                 | 2641 P-L               | 24 de setembre de 1960 | Palomar              | C. J. van Houten, I. van Houten-Groeneveld, T. Gehrels |
| 257444                 | 4188 P-L               | 24 de setembre de 1960 | Palomar              | C. J. van Houten, I. van Houten-Groeneveld, T. Gehrels |
| 257445                 | 6010 P-L               | 24 de setembre de 1960 | Palomar              | C. J. van Houten, I. van Houten-Groeneveld, T. Gehrels |
| 257446                 | 6251 P-L               | 24 de setembre de 1960 | Palomar              | C. J. van Houten, I. van Houten-Groeneveld, T. Gehrels |
| 257447                 | 1037 T-2               | 29 de setembre de 1973 | Palomar              | C. J. van Houten, I. van Houten-Groeneveld, T. Gehrels |
| 257448                 | 2236 T-2               | 29 de setembre de 1973 | Palomar              | C. J. van Houten, I. van Houten-Groeneveld, T. Gehrels |
| 257449                 | 4219 T-2               | 29 de setembre de 1973 | Palomar              | C. J. van Houten, I. van Houten-Groeneveld, T. Gehrels |
| 257450                 | 2005 T-3               | 16 d'octubre de 1977   | Palomar              | C. J. van Houten, I. van Houten-Groeneveld, T. Gehrels |
| 257451                 | 2138 T-3               | 16 d'octubre de 1977   | Palomar              | C. J. van Houten, I. van Houten-Groeneveld, T. Gehrels |
| 257452                 | 2408 T-3               | 16 d'octubre de 1977   | Palomar              | C. J. van Houten, I. van Houten-Groeneveld, T. Gehrels |
| 257453                 | 4003 T-3               | 16 d'octubre de 1977   | Palomar              | C. J. van Houten, I. van Houten-Groeneveld, T. Gehrels |
| 257454                 | 4154 T-3               | 16 d'octubre de 1977   | Palomar              | C. J. van Houten, I. van Houten-Groeneveld, T. Gehrels |
| 257455                 | 4311 T-3               | 16 d'octubre de 1977   | Palomar              | C. J. van Houten, I. van Houten-Groeneveld, T. Gehrels |
| 257456                 | 1981 DA3               | 28 de febrer de 1981   | Siding Spring        | S. J. Bus                                              |
| 257457                 | 1981 EG33              | 1 de març de 1981      | Siding Spring        | S. J. Bus                                              |
| 257458                 | 1981 EV36              | 7 de març de 1981      | Siding Spring        | S. J. Bus                                              |
| 257459                 | 1981 EA37              | 7 de març de 1981      | Siding Spring        | S. J. Bus                                              |
| 257460                 | 1981 ES37              | 1 de març de 1981      | Siding Spring        | S. J. Bus                                              |
| 257461                 | 1990 UT2               | 18 d'octubre de 1990   | Kitt Peak            | Spacewatch                                             |
| 257462                 | 1992 UE7               | 18 d'octubre de 1992   | Kitt Peak            | Spacewatch                                             |
| 257463                 | 1992 WW6               | 19 de novembre de 1992 | Kitt Peak            | Spacewatch                                             |
| 257464                 | 1993 FC26              | 21 de març de 1993     | La Silla             | UESAC                                                  |
| 257465                 | 1993 OE6               | 20 de juliol de 1993   | La Silla             | E. W. Elst                                             |
| 257466                 | 1993 TX5               | 9 d'octubre de 1993    | Kitt Peak            | Spacewatch                                             |
| 257467                 | 1993 TU41              | 9 d'octubre de 1993    | La Silla             | E. W. Elst                                             |
| 257468                 | 1994 CU3               | 10 de febrer de 1994   | Kitt Peak            | Spacewatch                                             |
| 257469                 | 1994 CG7               | 15 de febrer de 1994   | Kitt Peak            | Spacewatch                                             |
| 257470                 | 1994 RE8               | 12 de setembre de 1994 | Kitt Peak            | Spacewatch                                             |
| 257471                 | 1994 SA                | 27 de setembre de 1994 | Kitt Peak            | Spacewatch                                             |
| 257472                 | 1994 SX2               | 28 de setembre de 1994 | Kitt Peak            | Spacewatch                                             |
| 257473                 | 1994 SC4               | 28 de setembre de 1994 | Kitt Peak            | Spacewatch                                             |
| 257474                 | 1994 WF8               | 28 de novembre de 1994 | Kitt Peak            | Spacewatch                                             |
| 257475                 | 1995 DP5               | 22 de febrer de 1995   | Kitt Peak            | Spacewatch                                             |
| 257476                 | 1995 FE3               | 23 de març de 1995     | Kitt Peak            | Spacewatch                                             |
| 257477                 | 1995 FG3               | 23 de març de 1995     | Kitt Peak            | Spacewatch                                             |
| 257478                 | 1995 HJ3               | 26 d'abril de 1995     | Kitt Peak            | Spacewatch                                             |
| 257479                 | 1995 MD6               | 24 de juny de 1995     | Kitt Peak            | Spacewatch                                             |
| 257480                 | 1995 NR                | 1 de juliol de 1995    | Kitt Peak            | Spacewatch                                             |
| 257481                 | 1995 OX3               | 22 de juliol de 1995   | Kitt Peak            | Spacewatch                                             |
| 257482                 | 1995 OW10              | 27 de juliol de 1995   | Kitt Peak            | Spacewatch                                             |
| 257483                 | 1995 OD11              | 27 de juliol de 1995   | Kitt Peak            | Spacewatch                                             |
| 257484                 | 1995 QW13              | 25 d'agost de 1995     | Kitt Peak            | Spacewatch                                             |
| 257485                 | 1995 SD23              | 19 de setembre de 1995 | Kitt Peak            | Spacewatch                                             |
| 257486                 | 1995 SC24              | 19 de setembre de 1995 | Kitt Peak            | Spacewatch                                             |
| 257487                 | 1995 SQ24              | 19 de setembre de 1995 | Kitt Peak            | Spacewatch                                             |
| 257488                 | 1995 SD27              | 19 de setembre de 1995 | Kitt Peak            | Spacewatch                                             |
| 257489                 | 1995 UY12              | 17 d'octubre de 1995   | Kitt Peak            | Spacewatch                                             |
| 257490                 | 1995 UT17              | 18 d'octubre de 1995   | Kitt Peak            | Spacewatch                                             |
| 257491                 | 1995 UK38              | 22 d'octubre de 1995   | Kitt Peak            | Spacewatch                                             |
| 257492                 | 1995 UM54              | 17 d'octubre de 1995   | Kitt Peak            | Spacewatch                                             |
| 257493                 | 1995 UY58              | 18 d'octubre de 1995   | Kitt Peak            | Spacewatch                                             |
| 257494                 | 1995 UB66              | 17 d'octubre de 1995   | Kitt Peak            | Spacewatch                                             |
| 257495                 | 1995 UE67              | 18 d'octubre de 1995   | Kitt Peak            | Spacewatch                                             |
| 257496                 | 1995 VQ9               | 15 de novembre de 1995 | Kitt Peak            | Spacewatch                                             |
| 257497                 | 1995 VL13              | 15 de novembre de 1995 | Kitt Peak            | Spacewatch                                             |
| 257498                 | 1995 WO14              | 17 de novembre de 1995 | Kitt Peak            | Spacewatch                                             |
| 257499                 | 1995 WX22              | 18 de novembre de 1995 | Kitt Peak            | Spacewatch                                             |
| 257500                 | 1995 WL29              | 19 de novembre de 1995 | Kitt Peak            | Spacewatch                                             |

## 257501-257600
| Nom              | Designació provisional | Data de descobriment   | Lloc de descobriment | Descobridor/s                        |
| ---------------- | ---------------------- | ---------------------- | -------------------- | ------------------------------------ |
| 257501           | 1995 YS5               | 16 de desembre de 1995 | Kitt Peak            | Spacewatch                           |
| 257502           | 1996 AQ10              | 13 de gener de 1996    | Kitt Peak            | Spacewatch                           |
| 257503           | 1996 BQ11              | 24 de gener de 1996    | Kitt Peak            | Spacewatch                           |
| 257504           | 1996 GZ5               | 11 d'abril de 1996     | Kitt Peak            | Spacewatch                           |
| 257505           | 1996 RH33              | 15 de setembre de 1996 | La Silla             | Uppsala-DLR Trojan Survey            |
| 257506           | 1996 SN7               | 23 de setembre de 1996 | Prescott             | P. G. Comba                          |
| 257507           | 1996 TG35              | 11 d'octubre de 1996   | Kitt Peak            | Spacewatch                           |
| 257508           | 1996 VJ16              | 5 de novembre de 1996  | Kitt Peak            | Spacewatch                           |
| 257509           | 1996 VC18              | 6 de novembre de 1996  | Kitt Peak            | Spacewatch                           |
| 257510           | 1996 VD33              | 5 de novembre de 1996  | Kitt Peak            | Spacewatch                           |
| 257511           | 1996 XY35              | 12 de desembre de 1996 | Kitt Peak            | Spacewatch                           |
| 257512           | 1997 AS14              | 12 de gener de 1997    | Haleakala            | NEAT                                 |
| 257513           | 1997 AJ24              | 15 de gener de 1997    | Campo Imperatore     | A. Boattini, A. Di Paola             |
| 257514           | 1997 CL4               | 3 de febrer de 1997    | Modra                | A. Galad, A. Pravda                  |
| 257515 Zapperudi | 1997 CD6               | 6 de febrer de 1997    | Linz                 | Linz                                 |
| 257516           | 1997 CO25              | 13 de febrer de 1997   | Kitt Peak            | Spacewatch                           |
| 257517           | 1997 EZ42              | 10 de març de 1997     | Socorro              | LINEAR                               |
| 257518           | 1997 GL25              | 8 d'abril de 1997      | Kitt Peak            | Spacewatch                           |
| 257519           | 1997 KV3               | 29 de maig de 1997     | Kitt Peak            | Spacewatch                           |
| 257520           | 1997 ML                | 26 de juny de 1997     | Kitt Peak            | Spacewatch                           |
| 257521           | 1997 MX5               | 26 de juny de 1997     | Kitt Peak            | Spacewatch                           |
| 257522           | 1997 RH9               | 11 de setembre de 1997 | Modra                | P. Koleny, L. Kornos                 |
| 257523           | 1997 SH11              | 30 de setembre de 1997 | Prescott             | P. G. Comba                          |
| 257524           | 1997 SC13              | 28 de setembre de 1997 | Kitt Peak            | Spacewatch                           |
| 257525           | 1997 SJ14              | 28 de setembre de 1997 | Kitt Peak            | Spacewatch                           |
| 257526           | 1997 SM27              | 30 de setembre de 1997 | Kitt Peak            | Spacewatch                           |
| 257527           | 1997 TY23              | 11 d'octubre de 1997   | Kitt Peak            | Spacewatch                           |
| 257528           | 1997 UY22              | 25 d'octubre de 1997   | Anderson Mesa        | B. A. Skiff                          |
| 257529           | 1997 WA14              | 22 de novembre de 1997 | Kitt Peak            | Spacewatch                           |
| 257530           | 1997 YO17              | 31 de desembre de 1997 | Kitt Peak            | Spacewatch                           |
| 257531           | 1998 BL18              | 23 de gener de 1998    | Kitt Peak            | Spacewatch                           |
| 257532           | 1998 BN18              | 23 de gener de 1998    | Kitt Peak            | Spacewatch                           |
| 257533           | 1998 CN4               | 6 de febrer de 1998    | La Silla             | E. W. Elst                           |
| 257534           | 1998 DL12              | 23 de febrer de 1998   | Kitt Peak            | Spacewatch                           |
| 257535           | 1998 DG13              | 23 de febrer de 1998   | Haleakala            | NEAT                                 |
| 257536           | 1998 EU3               | 2 de març de 1998      | Oizumi               | T. Kobayashi                         |
| 257537           | 1998 FH38              | 20 de març de 1998     | Socorro              | LINEAR                               |
| 257538           | 1998 FO148             | 20 de març de 1998     | Kitt Peak            | Spacewatch                           |
| 257539           | 1998 HP                | 17 d'abril de 1998     | Kitt Peak            | Spacewatch                           |
| 257540           | 1998 HV26              | 21 d'abril de 1998     | Kitt Peak            | Spacewatch                           |
| 257541           | 1998 HQ56              | 21 d'abril de 1998     | Socorro              | LINEAR                               |
| 257542           | 1998 MW1               | 20 de juny de 1998     | Kitt Peak            | Spacewatch                           |
| 257543           | 1998 MS16              | 27 de juny de 1998     | Kitt Peak            | Spacewatch                           |
| 257544           | 1998 QU4               | 22 d'agost de 1998     | Xinglong             | Beijing Schmidt CCD Asteroid Program |
| 257545           | 1998 RS12              | 14 de setembre de 1998 | Kitt Peak            | Spacewatch                           |
| 257546           | 1998 RH21              | 15 de setembre de 1998 | Kitt Peak            | Spacewatch                           |
| 257547           | 1998 SO19              | 20 de setembre de 1998 | Kitt Peak            | Spacewatch                           |
| 257548           | 1998 SV40              | 25 de setembre de 1998 | Kitt Peak            | Spacewatch                           |
| 257549           | 1998 SX40              | 25 de setembre de 1998 | Kitt Peak            | Spacewatch                           |
| 257550           | 1998 SV43              | 26 de setembre de 1998 | Xinglong             | Beijing Schmidt CCD Asteroid Program |
| 257551           | 1998 SB48              | 26 de setembre de 1998 | Kitt Peak            | Spacewatch                           |
| 257552           | 1998 SY50              | 26 de setembre de 1998 | Kitt Peak            | Spacewatch                           |
| 257553           | 1998 SF69              | 19 de setembre de 1998 | Socorro              | LINEAR                               |
| 257554           | 1998 SO81              | 26 de setembre de 1998 | Socorro              | LINEAR                               |
| 257555           | 1998 SM104             | 26 de setembre de 1998 | Socorro              | LINEAR                               |
| 257556           | 1998 SF174             | 19 de setembre de 1998 | Apache Point         | Sloan Digital Sky Survey             |
| 257557           | 1998 TO8               | 12 d'octubre de 1998   | Kitt Peak            | Spacewatch                           |
| 257558           | 1998 TM16              | 12 d'octubre de 1998   | Caussols             | ODAS                                 |
| 257559           | 1998 TL19              | 15 d'octubre de 1998   | Xinglong             | Beijing Schmidt CCD Asteroid Program |
| 257560           | 1998 TP25              | 14 d'octubre de 1998   | Kitt Peak            | Spacewatch                           |
| 257561           | 1998 TS25              | 14 d'octubre de 1998   | Kitt Peak            | Spacewatch                           |
| 257562           | 1998 TT35              | 15 d'octubre de 1998   | Kitt Peak            | Spacewatch                           |
| 257563           | 1998 UA2               | 19 d'octubre de 1998   | Caussols             | ODAS                                 |
| 257564           | 1998 UJ34              | 28 d'octubre de 1998   | Socorro              | LINEAR                               |
| 257565           | 1998 UH49              | 18 d'octubre de 1998   | Anderson Mesa        | LONEOS                               |
| 257566           | 1998 WP37              | 21 de novembre de 1998 | Kitt Peak            | Spacewatch                           |
| 257567           | 1998 XU6               | 8 de desembre de 1998  | Kitt Peak            | Spacewatch                           |
| 257568           | 1998 YP13              | 19 de desembre de 1998 | Kitt Peak            | Spacewatch                           |
| 257569           | 1998 YU15              | 22 de desembre de 1998 | Kitt Peak            | Spacewatch                           |
| 257570           | 1998 YT16              | 22 de desembre de 1998 | Kitt Peak            | Spacewatch                           |
| 257571           | 1998 YW20              | 26 de desembre de 1998 | Kitt Peak            | Spacewatch                           |
| 257572           | 1999 CP1               | 7 de febrer de 1999    | Oizumi               | T. Kobayashi                         |
| 257573           | 1999 CH4               | 10 de febrer de 1999   | Woomera              | F. B. Zoltowski                      |
| 257574           | 1999 CP10              | 12 de febrer de 1999   | Socorro              | LINEAR                               |
| 257575           | 1999 CR69              | 12 de febrer de 1999   | Socorro              | LINEAR                               |
| 257576           | 1999 CN82              | 10 de febrer de 1999   | Socorro              | LINEAR                               |
| 257577           | 1999 CE92              | 10 de febrer de 1999   | Socorro              | LINEAR                               |
| 257578           | 1999 CS108             | 12 de febrer de 1999   | Socorro              | LINEAR                               |
| 257579           | 1999 CZ156             | 8 de febrer de 1999    | Kitt Peak            | Spacewatch                           |
| 257580           | 1999 DB9               | 18 de febrer de 1999   | Socorro              | LINEAR                               |
| 257581           | 1999 FE8               | 20 de març de 1999     | Socorro              | LINEAR                               |
| 257582           | 1999 FR70              | 20 de març de 1999     | Apache Point         | Sloan Digital Sky Survey             |
| 257583           | 1999 GZ54              | 6 d'abril de 1999      | Kitt Peak            | Spacewatch                           |
| 257584           | 1999 JZ35              | 10 de maig de 1999     | Socorro              | LINEAR                               |
| 257585           | 1999 JQ36              | 10 de maig de 1999     | Socorro              | LINEAR                               |
| 257586           | 1999 JK39              | 10 de maig de 1999     | Socorro              | LINEAR                               |
| 257587           | 1999 JR50              | 10 de maig de 1999     | Socorro              | LINEAR                               |
| 257588           | 1999 JF73              | 12 de maig de 1999     | Socorro              | LINEAR                               |
| 257589           | 1999 JV116             | 13 de maig de 1999     | Socorro              | LINEAR                               |
| 257590           | 1999 KY13              | 18 de maig de 1999     | Socorro              | LINEAR                               |
| 257591           | 1999 RM4               | 3 de setembre de 1999  | Kitt Peak            | Spacewatch                           |
| 257592           | 1999 RW8               | 4 de setembre de 1999  | Kitt Peak            | Spacewatch                           |
| 257593           | 1999 RZ13              | 7 de setembre de 1999  | Socorro              | LINEAR                               |
| 257594           | 1999 RA31              | 8 de setembre de 1999  | Socorro              | LINEAR                               |
| 257595           | 1999 RT40              | 7 de setembre de 1999  | Socorro              | LINEAR                               |
| 257596           | 1999 RT45              | 8 de setembre de 1999  | Uccle                | T. Pauwels                           |
| 257597           | 1999 RH66              | 7 de setembre de 1999  | Socorro              | LINEAR                               |
| 257598           | 1999 RQ66              | 7 de setembre de 1999  | Socorro              | LINEAR                               |
| 257599           | 1999 RN67              | 7 de setembre de 1999  | Socorro              | LINEAR                               |
| 257600           | 1999 RT75              | 7 de setembre de 1999  | Socorro              | LINEAR                               |

## 257601-257700
| Nom    | Designació provisional | Data de descobriment   | Lloc de descobriment | Descobridor/s |
| ------ | ---------------------- | ---------------------- | -------------------- | ------------- |
| 257601 | 1999 RH85              | 7 de setembre de 1999  | Socorro              | LINEAR        |
| 257602 | 1999 RE103             | 8 de setembre de 1999  | Socorro              | LINEAR        |
| 257603 | 1999 RN107             | 8 de setembre de 1999  | Socorro              | LINEAR        |
| 257604 | 1999 RP171             | 9 de setembre de 1999  | Socorro              | LINEAR        |
| 257605 | 1999 RS200             | 8 de setembre de 1999  | Socorro              | LINEAR        |
| 257606 | 1999 RJ206             | 8 de setembre de 1999  | Socorro              | LINEAR        |
| 257607 | 1999 RB208             | 8 de setembre de 1999  | Socorro              | LINEAR        |
| 257608 | 1999 RM213             | 13 de setembre de 1999 | Bergisch Gladbac     | W. Bickel     |
| 257609 | 1999 RQ214             | 12 de setembre de 1999 | Bergisch Gladbac     | W. Bickel     |
| 257610 | 1999 RM215             | 3 de setembre de 1999  | Socorro              | LINEAR        |
| 257611 | 1999 SC1               | 16 de setembre de 1999 | Kitt Peak            | Spacewatch    |
| 257612 | 1999 SH3               | 22 de setembre de 1999 | Socorro              | LINEAR        |
| 257613 | 1999 SV13              | 29 de setembre de 1999 | Catalina             | CSS           |
| 257614 | 1999 TF53              | 1 d'octubre de 1999    | Kitt Peak            | Spacewatch    |
| 257615 | 1999 TJ71              | 9 d'octubre de 1999    | Kitt Peak            | Spacewatch    |
| 257616 | 1999 TL71              | 9 d'octubre de 1999    | Kitt Peak            | Spacewatch    |
| 257617 | 1999 TG73              | 10 d'octubre de 1999   | Kitt Peak            | Spacewatch    |
| 257618 | 1999 TJ73              | 10 d'octubre de 1999   | Kitt Peak            | Spacewatch    |
| 257619 | 1999 TD74              | 10 d'octubre de 1999   | Kitt Peak            | Spacewatch    |
| 257620 | 1999 TN75              | 10 d'octubre de 1999   | Kitt Peak            | Spacewatch    |
| 257621 | 1999 TR120             | 4 d'octubre de 1999    | Socorro              | LINEAR        |
| 257622 | 1999 TG126             | 4 d'octubre de 1999    | Socorro              | LINEAR        |
| 257623 | 1999 TG135             | 15 d'octubre de 1999   | Socorro              | LINEAR        |
| 257624 | 1999 TU137             | 6 d'octubre de 1999    | Socorro              | LINEAR        |
| 257625 | 1999 TC138             | 6 d'octubre de 1999    | Socorro              | LINEAR        |
| 257626 | 1999 TF140             | 6 d'octubre de 1999    | Socorro              | LINEAR        |
| 257627 | 1999 TW165             | 10 d'octubre de 1999   | Socorro              | LINEAR        |
| 257628 | 1999 TG168             | 10 d'octubre de 1999   | Socorro              | LINEAR        |
| 257629 | 1999 TK169             | 10 d'octubre de 1999   | Socorro              | LINEAR        |
| 257630 | 1999 TJ174             | 10 d'octubre de 1999   | Socorro              | LINEAR        |
| 257631 | 1999 TK175             | 10 d'octubre de 1999   | Socorro              | LINEAR        |
| 257632 | 1999 TA177             | 10 d'octubre de 1999   | Socorro              | LINEAR        |
| 257633 | 1999 TV204             | 13 d'octubre de 1999   | Socorro              | LINEAR        |
| 257634 | 1999 TJ217             | 15 d'octubre de 1999   | Socorro              | LINEAR        |
| 257635 | 1999 TM218             | 15 d'octubre de 1999   | Socorro              | LINEAR        |
| 257636 | 1999 TQ233             | 3 d'octubre de 1999    | Kitt Peak            | Spacewatch    |
| 257637 | 1999 TW241             | 4 d'octubre de 1999    | Catalina             | CSS           |
| 257638 | 1999 TQ244             | 7 d'octubre de 1999    | Catalina             | CSS           |
| 257639 | 1999 TK252             | 13 d'octubre de 1999   | Socorro              | LINEAR        |
| 257640 | 1999 TS261             | 13 d'octubre de 1999   | Socorro              | LINEAR        |
| 257641 | 1999 TX263             | 15 d'octubre de 1999   | Kitt Peak            | Spacewatch    |
| 257642 | 1999 TP265             | 3 d'octubre de 1999    | Socorro              | LINEAR        |
| 257643 | 1999 TS282             | 9 d'octubre de 1999    | Socorro              | LINEAR        |
| 257644 | 1999 TG290             | 10 d'octubre de 1999   | Socorro              | LINEAR        |
| 257645 | 1999 TT292             | 12 d'octubre de 1999   | Socorro              | LINEAR        |
| 257646 | 1999 TQ308             | 4 d'octubre de 1999    | Kitt Peak            | Spacewatch    |
| 257647 | 1999 TV317             | 12 d'octubre de 1999   | Kitt Peak            | Spacewatch    |
| 257648 | 1999 TY318             | 12 d'octubre de 1999   | Kitt Peak            | Spacewatch    |
| 257649 | 1999 TP319             | 9 d'octubre de 1999    | Kitt Peak            | Spacewatch    |
| 257650 | 1999 TL321             | 12 d'octubre de 1999   | Kitt Peak            | Spacewatch    |
| 257651 | 1999 UZ11              | 29 d'octubre de 1999   | Kitt Peak            | Spacewatch    |
| 257652 | 1999 UZ28              | 31 d'octubre de 1999   | Kitt Peak            | Spacewatch    |
| 257653 | 1999 UV31              | 31 d'octubre de 1999   | Kitt Peak            | Spacewatch    |
| 257654 | 1999 UT33              | 31 d'octubre de 1999   | Kitt Peak            | Spacewatch    |
| 257655 | 1999 UM36              | 16 d'octubre de 1999   | Kitt Peak            | Spacewatch    |
| 257656 | 1999 UY47              | 30 d'octubre de 1999   | Catalina             | CSS           |
| 257657 | 1999 VE                | 1 de novembre de 1999  | Olathe               | Olathe        |
| 257658 | 1999 VJ29              | 3 de novembre de 1999  | Socorro              | LINEAR        |
| 257659 | 1999 VE32              | 3 de novembre de 1999  | Socorro              | LINEAR        |
| 257660 | 1999 VS39              | 11 de novembre de 1999 | Kitt Peak            | Spacewatch    |
| 257661 | 1999 VP40              | 1 de novembre de 1999  | Kitt Peak            | Spacewatch    |
| 257662 | 1999 VC43              | 4 de novembre de 1999  | Kitt Peak            | Spacewatch    |
| 257663 | 1999 VQ45              | 4 de novembre de 1999  | Catalina             | CSS           |
| 257664 | 1999 VO46              | 3 de novembre de 1999  | Socorro              | LINEAR        |
| 257665 | 1999 VA51              | 3 de novembre de 1999  | Socorro              | LINEAR        |
| 257666 | 1999 VC62              | 4 de novembre de 1999  | Socorro              | LINEAR        |
| 257667 | 1999 VL65              | 4 de novembre de 1999  | Socorro              | LINEAR        |
| 257668 | 1999 VU70              | 4 de novembre de 1999  | Socorro              | LINEAR        |
| 257669 | 1999 VV75              | 5 de novembre de 1999  | Kitt Peak            | Spacewatch    |
| 257670 | 1999 VC86              | 4 de novembre de 1999  | Socorro              | LINEAR        |
| 257671 | 1999 VV103             | 9 de novembre de 1999  | Socorro              | LINEAR        |
| 257672 | 1999 VJ104             | 9 de novembre de 1999  | Socorro              | LINEAR        |
| 257673 | 1999 VK106             | 9 de novembre de 1999  | Socorro              | LINEAR        |
| 257674 | 1999 VM122             | 4 de novembre de 1999  | Kitt Peak            | Spacewatch    |
| 257675 | 1999 VO122             | 4 de novembre de 1999  | Kitt Peak            | Spacewatch    |
| 257676 | 1999 VQ125             | 6 de novembre de 1999  | Kitt Peak            | Spacewatch    |
| 257677 | 1999 VY125             | 9 de novembre de 1999  | Kitt Peak            | Spacewatch    |
| 257678 | 1999 VV129             | 11 de novembre de 1999 | Kitt Peak            | Spacewatch    |
| 257679 | 1999 VJ132             | 9 de novembre de 1999  | Kitt Peak            | Spacewatch    |
| 257680 | 1999 VR134             | 10 de novembre de 1999 | Kitt Peak            | Spacewatch    |
| 257681 | 1999 VG136             | 9 de novembre de 1999  | Socorro              | LINEAR        |
| 257682 | 1999 VC150             | 14 de novembre de 1999 | Socorro              | LINEAR        |
| 257683 | 1999 VW150             | 14 de novembre de 1999 | Socorro              | LINEAR        |
| 257684 | 1999 VT158             | 14 de novembre de 1999 | Socorro              | LINEAR        |
| 257685 | 1999 VW164             | 14 de novembre de 1999 | Socorro              | LINEAR        |
| 257686 | 1999 VS166             | 14 de novembre de 1999 | Socorro              | LINEAR        |
| 257687 | 1999 VL182             | 9 de novembre de 1999  | Socorro              | LINEAR        |
| 257688 | 1999 VW187             | 15 de novembre de 1999 | Socorro              | LINEAR        |
| 257689 | 1999 VQ197             | 3 de novembre de 1999  | Catalina             | CSS           |
| 257690 | 1999 VY205             | 12 de novembre de 1999 | Socorro              | LINEAR        |
| 257691 | 1999 VC210             | 12 de novembre de 1999 | Socorro              | LINEAR        |
| 257692 | 1999 WT8               | 28 de novembre de 1999 | Gnosca               | S. Sposetti   |
| 257693 | 1999 WQ12              | 29 de novembre de 1999 | Kitt Peak            | Spacewatch    |
| 257694 | 1999 WU13              | 28 de novembre de 1999 | Kitt Peak            | Spacewatch    |
| 257695 | 1999 WY13              | 28 de novembre de 1999 | Kitt Peak            | Spacewatch    |
| 257696 | 1999 WV19              | 16 de novembre de 1999 | Kitt Peak            | Spacewatch    |
| 257697 | 1999 WC21              | 16 de novembre de 1999 | Kitt Peak            | Spacewatch    |
| 257698 | 1999 WO23              | 17 de novembre de 1999 | Kitt Peak            | Spacewatch    |
| 257699 | 1999 WR23              | 17 de novembre de 1999 | Kitt Peak            | Spacewatch    |
| 257700 | 1999 WW25              | 29 de novembre de 1999 | Kitt Peak            | Spacewatch    |

## 257701-257800
| Nom    | Designació provisional | Data de descobriment   | Lloc de descobriment | Descobridor/s |
| ------ | ---------------------- | ---------------------- | -------------------- | ------------- |
| 257701 | 1999 XK4               | 4 de desembre de 1999  | Catalina             | CSS           |
| 257702 | 1999 XR20              | 5 de desembre de 1999  | Socorro              | LINEAR        |
| 257703 | 1999 XY43              | 7 de desembre de 1999  | Socorro              | LINEAR        |
| 257704 | 1999 XK45              | 7 de desembre de 1999  | Socorro              | LINEAR        |
| 257705 | 1999 XY50              | 7 de desembre de 1999  | Socorro              | LINEAR        |
| 257706 | 1999 XX62              | 7 de desembre de 1999  | Socorro              | LINEAR        |
| 257707 | 1999 XF80              | 7 de desembre de 1999  | Socorro              | LINEAR        |
| 257708 | 1999 XN80              | 7 de desembre de 1999  | Socorro              | LINEAR        |
| 257709 | 1999 XE112             | 7 de desembre de 1999  | Socorro              | LINEAR        |
| 257710 | 1999 XD115             | 12 de desembre de 1999 | Prescott             | P. G. Comba   |
| 257711 | 1999 XH116             | 5 de desembre de 1999  | Catalina             | CSS           |
| 257712 | 1999 XG123             | 7 de desembre de 1999  | Catalina             | CSS           |
| 257713 | 1999 XL138             | 4 de desembre de 1999  | Kitt Peak            | Spacewatch    |
| 257714 | 1999 XJ140             | 2 de desembre de 1999  | Kitt Peak            | Spacewatch    |
| 257715 | 1999 XT141             | 10 de desembre de 1999 | Socorro              | LINEAR        |
| 257716 | 1999 XQ142             | 12 de desembre de 1999 | Socorro              | LINEAR        |
| 257717 | 1999 XZ149             | 8 de desembre de 1999  | Kitt Peak            | Spacewatch    |
| 257718 | 1999 XY150             | 8 de desembre de 1999  | Kitt Peak            | Spacewatch    |
| 257719 | 1999 XO154             | 8 de desembre de 1999  | Socorro              | LINEAR        |
| 257720 | 1999 XF217             | 13 de desembre de 1999 | Kitt Peak            | Spacewatch    |
| 257721 | 1999 XP218             | 13 de desembre de 1999 | Kitt Peak            | Spacewatch    |
| 257722 | 1999 XD219             | 15 de desembre de 1999 | Kitt Peak            | Spacewatch    |
| 257723 | 1999 XE224             | 13 de desembre de 1999 | Kitt Peak            | Spacewatch    |
| 257724 | 1999 XP226             | 14 de desembre de 1999 | Kitt Peak            | Spacewatch    |
| 257725 | 1999 XE233             | 2 de desembre de 1999  | Anderson Mesa        | LONEOS        |
| 257726 | 1999 XB249             | 6 de desembre de 1999  | Socorro              | LINEAR        |
| 257727 | 1999 XU252             | 12 de desembre de 1999 | Kitt Peak            | Spacewatch    |
| 257728 | 1999 XG258             | 8 de desembre de 1999  | Kitt Peak            | Spacewatch    |
| 257729 | 1999 XC259             | 7 de desembre de 1999  | Socorro              | LINEAR        |
| 257730 | 1999 XM259             | 5 de desembre de 1999  | Kitt Peak            | Spacewatch    |
| 257731 | 1999 YG5               | 27 de desembre de 1999 | Oizumi               | T. Kobayashi  |
| 257732 | 1999 YE6               | 30 de desembre de 1999 | Socorro              | LINEAR        |
| 257733 | 1999 YH12              | 27 de desembre de 1999 | Kitt Peak            | Spacewatch    |
| 257734 | 1999 YF21              | 30 de desembre de 1999 | Mauna Kea            | C. Veillet    |
| 257735 | 1999 YP26              | 30 de desembre de 1999 | Socorro              | LINEAR        |
| 257736 | 2000 AF43              | 5 de gener de 2000     | Socorro              | LINEAR        |
| 257737 | 2000 AY48              | 5 de gener de 2000     | Socorro              | LINEAR        |
| 257738 | 2000 AA49              | 5 de gener de 2000     | Socorro              | LINEAR        |
| 257739 | 2000 AU54              | 4 de gener de 2000     | Socorro              | LINEAR        |
| 257740 | 2000 AZ131             | 3 de gener de 2000     | Socorro              | LINEAR        |
| 257741 | 2000 AE150             | 7 de gener de 2000     | Socorro              | LINEAR        |
| 257742 | 2000 AE151             | 10 de gener de 2000    | Prescott             | P. G. Comba   |
| 257743 | 2000 AY183             | 7 de gener de 2000     | Socorro              | LINEAR        |
| 257744 | 2000 AD205             | 8 de gener de 2000     | Anderson Mesa        | LONEOS        |
| 257745 | 2000 AA209             | 4 de gener de 2000     | Kitt Peak            | Spacewatch    |
| 257746 | 2000 AC212             | 5 de gener de 2000     | Kitt Peak            | Spacewatch    |
| 257747 | 2000 AZ218             | 8 de gener de 2000     | Kitt Peak            | Spacewatch    |
| 257748 | 2000 AB221             | 8 de gener de 2000     | Kitt Peak            | Spacewatch    |
| 257749 | 2000 AT227             | 10 de gener de 2000    | Kitt Peak            | Spacewatch    |
| 257750 | 2000 BN                | 24 de gener de 2000    | Visnjan              | K. Korlevic   |
| 257751 | 2000 BT1               | 27 de gener de 2000    | Kitt Peak            | Spacewatch    |
| 257752 | 2000 BZ12              | 28 de gener de 2000    | Kitt Peak            | Spacewatch    |
| 257753 | 2000 BB14              | 28 de gener de 2000    | Uenohara             | N. Kawasato   |
| 257754 | 2000 BP17              | 30 de gener de 2000    | Socorro              | LINEAR        |
| 257755 | 2000 BY19              | 26 de gener de 2000    | Kitt Peak            | Spacewatch    |
| 257756 | 2000 BP21              | 29 de gener de 2000    | Kitt Peak            | Spacewatch    |
| 257757 | 2000 BG28              | 31 de gener de 2000    | Socorro              | LINEAR        |
| 257758 | 2000 BJ28              | 31 de gener de 2000    | Socorro              | LINEAR        |
| 257759 | 2000 BT31              | 27 de gener de 2000    | Kitt Peak            | Spacewatch    |
| 257760 | 2000 BA37              | 30 de gener de 2000    | Kitt Peak            | Spacewatch    |
| 257761 | 2000 BG37              | 26 de gener de 2000    | Kitt Peak            | Spacewatch    |
| 257762 | 2000 BV39              | 27 de gener de 2000    | Kitt Peak            | Spacewatch    |
| 257763 | 2000 BK50              | 16 de gener de 2000    | Kitt Peak            | Spacewatch    |
| 257764 | 2000 BD52              | 27 de gener de 2000    | Kitt Peak            | Spacewatch    |
| 257765 | 2000 CX33              | 4 de febrer de 2000    | Visnjan              | K. Korlevic   |
| 257766 | 2000 CN41              | 2 de febrer de 2000    | Socorro              | LINEAR        |
| 257767 | 2000 CZ68              | 1 de febrer de 2000    | Kitt Peak            | Spacewatch    |
| 257768 | 2000 CB74              | 7 de febrer de 2000    | Kitt Peak            | Spacewatch    |
| 257769 | 2000 CV83              | 4 de febrer de 2000    | Socorro              | LINEAR        |
| 257770 | 2000 CA98              | 7 de febrer de 2000    | Kitt Peak            | Spacewatch    |
| 257771 | 2000 CB99              | 8 de febrer de 2000    | Kitt Peak            | Spacewatch    |
| 257772 | 2000 CN109             | 5 de febrer de 2000    | Kitt Peak            | M. W. Buie    |
| 257773 | 2000 CB111             | 6 de febrer de 2000    | Kitt Peak            | M. W. Buie    |
| 257774 | 2000 CT119             | 7 de febrer de 2000    | Kitt Peak            | Spacewatch    |
| 257775 | 2000 CW129             | 3 de febrer de 2000    | Kitt Peak            | Spacewatch    |
| 257776 | 2000 CT130             | 1 de febrer de 2000    | Kitt Peak            | Spacewatch    |
| 257777 | 2000 CB137             | 4 de febrer de 2000    | Kitt Peak            | Spacewatch    |
| 257778 | 2000 DN9               | 26 de febrer de 2000   | Kitt Peak            | Spacewatch    |
| 257779 | 2000 DL12              | 27 de febrer de 2000   | Kitt Peak            | Spacewatch    |
| 257780 | 2000 DO23              | 29 de febrer de 2000   | Socorro              | LINEAR        |
| 257781 | 2000 DK28              | 29 de febrer de 2000   | Socorro              | LINEAR        |
| 257782 | 2000 DJ31              | 29 de febrer de 2000   | Socorro              | LINEAR        |
| 257783 | 2000 DJ41              | 29 de febrer de 2000   | Socorro              | LINEAR        |
| 257784 | 2000 DB43              | 29 de febrer de 2000   | Socorro              | LINEAR        |
| 257785 | 2000 DU49              | 29 de febrer de 2000   | Socorro              | LINEAR        |
| 257786 | 2000 DG59              | 29 de febrer de 2000   | Socorro              | LINEAR        |
| 257787 | 2000 DT64              | 29 de febrer de 2000   | Socorro              | LINEAR        |
| 257788 | 2000 DJ76              | 29 de febrer de 2000   | Socorro              | LINEAR        |
| 257789 | 2000 DA77              | 29 de febrer de 2000   | Socorro              | LINEAR        |
| 257790 | 2000 DV90              | 27 de febrer de 2000   | Kitt Peak            | Spacewatch    |
| 257791 | 2000 DT105             | 29 de febrer de 2000   | Socorro              | LINEAR        |
| 257792 | 2000 EZ1               | 3 de març de 2000      | Socorro              | LINEAR        |
| 257793 | 2000 EV2               | 3 de març de 2000      | Socorro              | LINEAR        |
| 257794 | 2000 EB7               | 3 de març de 2000      | Kitt Peak            | Spacewatch    |
| 257795 | 2000 EA13              | 4 de març de 2000      | Socorro              | LINEAR        |
| 257796 | 2000 EQ21              | 4 de març de 2000      | Socorro              | LINEAR        |
| 257797 | 2000 EX22              | 3 de març de 2000      | Kitt Peak            | Spacewatch    |
| 257798 | 2000 EN23              | 8 de març de 2000      | Kitt Peak            | Spacewatch    |
| 257799 | 2000 EG24              | 8 de març de 2000      | Kitt Peak            | Spacewatch    |
| 257800 | 2000 EO35              | 8 de març de 2000      | Socorro              | LINEAR        |

## 257801-257900
| Nom    | Designació provisional | Data de descobriment   | Lloc de descobriment | Descobridor/s               |
| ------ | ---------------------- | ---------------------- | -------------------- | --------------------------- |
| 257801 | 2000 EC66              | 10 de març de 2000     | Socorro              | LINEAR                      |
| 257802 | 2000 EO71              | 9 de març de 2000      | Kitt Peak            | Spacewatch                  |
| 257803 | 2000 EC75              | 5 de març de 2000      | Socorro              | LINEAR                      |
| 257804 | 2000 ED78              | 5 de març de 2000      | Socorro              | LINEAR                      |
| 257805 | 2000 EO108             | 8 de març de 2000      | Haleakala            | NEAT                        |
| 257806 | 2000 EC138             | 11 de març de 2000     | Socorro              | LINEAR                      |
| 257807 | 2000 EK139             | 11 de març de 2000     | Socorro              | LINEAR                      |
| 257808 | 2000 EA165             | 3 de març de 2000      | Socorro              | LINEAR                      |
| 257809 | 2000 FB5               | 27 de març de 2000     | Kitt Peak            | Spacewatch                  |
| 257810 | 2000 FX12              | 29 de març de 2000     | Socorro              | LINEAR                      |
| 257811 | 2000 FZ18              | 29 de març de 2000     | Socorro              | LINEAR                      |
| 257812 | 2000 FC21              | 29 de març de 2000     | Socorro              | LINEAR                      |
| 257813 | 2000 FU25              | 27 de març de 2000     | Anderson Mesa        | LONEOS                      |
| 257814 | 2000 FP41              | 29 de març de 2000     | Socorro              | LINEAR                      |
| 257815 | 2000 GQ23              | 5 d'abril de 2000      | Socorro              | LINEAR                      |
| 257816 | 2000 GP27              | 5 d'abril de 2000      | Socorro              | LINEAR                      |
| 257817 | 2000 GS36              | 5 d'abril de 2000      | Socorro              | LINEAR                      |
| 257818 | 2000 GB42              | 5 d'abril de 2000      | Socorro              | LINEAR                      |
| 257819 | 2000 GJ51              | 5 d'abril de 2000      | Socorro              | LINEAR                      |
| 257820 | 2000 GU84              | 3 d'abril de 2000      | Socorro              | LINEAR                      |
| 257821 | 2000 GB122             | 6 d'abril de 2000      | Kitt Peak            | Spacewatch                  |
| 257822 | 2000 GC132             | 10 d'abril de 2000     | Kitt Peak            | Spacewatch                  |
| 257823 | 2000 GN143             | 7 d'abril de 2000      | Anderson Mesa        | LONEOS                      |
| 257824 | 2000 GA144             | 6 d'abril de 2000      | Kitt Peak            | Spacewatch                  |
| 257825 | 2000 GR151             | 5 d'abril de 2000      | Socorro              | LINEAR                      |
| 257826 | 2000 GQ155             | 6 d'abril de 2000      | Anderson Mesa        | LONEOS                      |
| 257827 | 2000 GY168             | 4 d'abril de 2000      | Socorro              | LINEAR                      |
| 257828 | 2000 GW177             | 4 d'abril de 2000      | Socorro              | LINEAR                      |
| 257829 | 2000 GK183             | 3 d'abril de 2000      | Kitt Peak            | Spacewatch                  |
| 257830 | 2000 HX13              | 28 d'abril de 2000     | Socorro              | LINEAR                      |
| 257831 | 2000 HC23              | 30 d'abril de 2000     | Socorro              | LINEAR                      |
| 257832 | 2000 HM54              | 29 d'abril de 2000     | Socorro              | LINEAR                      |
| 257833 | 2000 HR105             | 24 d'abril de 2000     | Anderson Mesa        | LONEOS                      |
| 257834 | 2000 JW2               | 3 de maig de 2000      | Socorro              | LINEAR                      |
| 257835 | 2000 JR18              | 3 de maig de 2000      | Socorro              | LINEAR                      |
| 257836 | 2000 JQ34              | 7 de maig de 2000      | Socorro              | LINEAR                      |
| 257837 | 2000 JS44              | 7 de maig de 2000      | Socorro              | LINEAR                      |
| 257838 | 2000 JQ66              | 11 de maig de 2000     | Socorro              | LINEAR                      |
| 257839 | 2000 JQ90              | 4 de maig de 2000      | Apache Point         | Sloan Digital Sky Survey    |
| 257840 | 2000 KY6               | 27 de maig de 2000     | Socorro              | LINEAR                      |
| 257841 | 2000 KB11              | 28 de maig de 2000     | Socorro              | LINEAR                      |
| 257842 | 2000 KO37              | 24 de maig de 2000     | Kitt Peak            | Spacewatch                  |
| 257843 | 2000 KR43              | 28 de maig de 2000     | Kitt Peak            | Spacewatch                  |
| 257844 | 2000 KQ44              | 31 de maig de 2000     | Ondrejov             | P. Kusnirak, P. Pravec      |
| 257845 | 2000 KK59              | 25 de maig de 2000     | Kitt Peak            | Spacewatch                  |
| 257846 | 2000 LK22              | 6 de juny de 2000      | Kitt Peak            | Spacewatch                  |
| 257847 | 2000 LE34              | 3 de juny de 2000      | Kitt Peak            | Spacewatch                  |
| 257848 | 2000 MJ                | 24 de juny de 2000     | Tebbutt              | F. B. Zoltowski             |
| 257849 | 2000 NH                | 2 de juliol de 2000    | Kitt Peak            | Spacewatch                  |
| 257850 | 2000 NZ6               | 4 de juliol de 2000    | Kitt Peak            | Spacewatch                  |
| 257851 | 2000 OA13              | 23 de juliol de 2000   | Socorro              | LINEAR                      |
| 257852 | 2000 OF36              | 24 de juliol de 2000   | Socorro              | LINEAR                      |
| 257853 | 2000 OH54              | 29 de juliol de 2000   | Anderson Mesa        | LONEOS                      |
| 257854 | 2000 PG8               | 4 d'agost de 2000      | Socorro              | LINEAR                      |
| 257855 | 2000 QR136             | 29 d'agost de 2000     | Socorro              | LINEAR                      |
| 257856 | 2000 QN148             | 27 d'agost de 2000     | Kvistaberg           | Uppsala-DLR Asteroid Survey |
| 257857 | 2000 QV156             | 31 d'agost de 2000     | Socorro              | LINEAR                      |
| 257858 | 2000 QK178             | 31 d'agost de 2000     | Socorro              | LINEAR                      |
| 257859 | 2000 QB186             | 26 d'agost de 2000     | Socorro              | LINEAR                      |
| 257860 | 2000 QE230             | 31 d'agost de 2000     | Socorro              | LINEAR                      |
| 257861 | 2000 QD242             | 27 d'agost de 2000     | Cerro Tololo         | M. W. Buie                  |
| 257862 | 2000 QC248             | 28 d'agost de 2000     | Cerro Tololo         | M. W. Buie                  |
| 257863 | 2000 RM14              | 1 de setembre de 2000  | Socorro              | LINEAR                      |
| 257864 | 2000 RQ69              | 2 de setembre de 2000  | Socorro              | LINEAR                      |
| 257865 | 2000 RN84              | 2 de setembre de 2000  | Anderson Mesa        | LONEOS                      |
| 257866 | 2000 SF15              | 23 de setembre de 2000 | Socorro              | LINEAR                      |
| 257867 | 2000 SY27              | 23 de setembre de 2000 | Socorro              | LINEAR                      |
| 257868 | 2000 SH30              | 24 de setembre de 2000 | Socorro              | LINEAR                      |
| 257869 | 2000 SD32              | 24 de setembre de 2000 | Socorro              | LINEAR                      |
| 257870 | 2000 SY34              | 24 de setembre de 2000 | Socorro              | LINEAR                      |
| 257871 | 2000 SX44              | 26 de setembre de 2000 | Ondrejov             | P. Kusnirak                 |
| 257872 | 2000 SY52              | 24 de setembre de 2000 | Socorro              | LINEAR                      |
| 257873 | 2000 SP60              | 24 de setembre de 2000 | Socorro              | LINEAR                      |
| 257874 | 2000 SK93              | 23 de setembre de 2000 | Socorro              | LINEAR                      |
| 257875 | 2000 SL97              | 23 de setembre de 2000 | Socorro              | LINEAR                      |
| 257876 | 2000 SH131             | 22 de setembre de 2000 | Socorro              | LINEAR                      |
| 257877 | 2000 SF136             | 23 de setembre de 2000 | Socorro              | LINEAR                      |
| 257878 | 2000 SM143             | 23 de setembre de 2000 | Socorro              | LINEAR                      |
| 257879 | 2000 SJ153             | 24 de setembre de 2000 | Socorro              | LINEAR                      |
| 257880 | 2000 SV157             | 27 de setembre de 2000 | Socorro              | LINEAR                      |
| 257881 | 2000 SE158             | 27 de setembre de 2000 | Socorro              | LINEAR                      |
| 257882 | 2000 SK192             | 24 de setembre de 2000 | Socorro              | LINEAR                      |
| 257883 | 2000 SM214             | 26 de setembre de 2000 | Socorro              | LINEAR                      |
| 257884 | 2000 SA228             | 28 de setembre de 2000 | Socorro              | LINEAR                      |
| 257885 | 2000 SU256             | 24 de setembre de 2000 | Socorro              | LINEAR                      |
| 257886 | 2000 SC263             | 25 de setembre de 2000 | Socorro              | LINEAR                      |
| 257887 | 2000 SU282             | 23 de setembre de 2000 | Socorro              | LINEAR                      |
| 257888 | 2000 SY290             | 27 de setembre de 2000 | Socorro              | LINEAR                      |
| 257889 | 2000 SD292             | 27 de setembre de 2000 | Socorro              | LINEAR                      |
| 257890 | 2000 SE292             | 27 de setembre de 2000 | Socorro              | LINEAR                      |
| 257891 | 2000 SJ315             | 28 de setembre de 2000 | Socorro              | LINEAR                      |
| 257892 | 2000 SK339             | 25 de setembre de 2000 | Haleakala            | NEAT                        |
| 257893 | 2000 SN340             | 24 de setembre de 2000 | Socorro              | LINEAR                      |
| 257894 | 2000 SF351             | 29 de setembre de 2000 | Anderson Mesa        | LONEOS                      |
| 257895 | 2000 SL370             | 24 de setembre de 2000 | Anderson Mesa        | LONEOS                      |
| 257896 | 2000 TL3               | 1 d'octubre de 2000    | Socorro              | LINEAR                      |
| 257897 | 2000 TW3               | 1 d'octubre de 2000    | Socorro              | LINEAR                      |
| 257898 | 2000 TX23              | 2 d'octubre de 2000    | Socorro              | LINEAR                      |
| 257899 | 2000 TR27              | 3 d'octubre de 2000    | Socorro              | LINEAR                      |
| 257900 | 2000 TZ33              | 4 d'octubre de 2000    | Bergisch Gladbac     | W. Bickel                   |

## 257901-258000
| Nom    | Designació provisional | Data de descobriment   | Lloc de descobriment | Descobridor/s    |
| ------ | ---------------------- | ---------------------- | -------------------- | ---------------- |
| 257901 | 2000 TC37              | 1 d'octubre de 2000    | Socorro              | LINEAR           |
| 257902 | 2000 TS41              | 1 d'octubre de 2000    | Socorro              | LINEAR           |
| 257903 | 2000 TM54              | 1 d'octubre de 2000    | Socorro              | LINEAR           |
| 257904 | 2000 UZ19              | 24 d'octubre de 2000   | Socorro              | LINEAR           |
| 257905 | 2000 UP55              | 24 d'octubre de 2000   | Socorro              | LINEAR           |
| 257906 | 2000 UD67              | 25 d'octubre de 2000   | Socorro              | LINEAR           |
| 257907 | 2000 UY75              | 24 d'octubre de 2000   | Socorro              | LINEAR           |
| 257908 | 2000 UB84              | 31 d'octubre de 2000   | Socorro              | LINEAR           |
| 257909 | 2000 UQ97              | 25 d'octubre de 2000   | Socorro              | LINEAR           |
| 257910 | 2000 UV105             | 29 d'octubre de 2000   | Socorro              | LINEAR           |
| 257911 | 2000 VV1               | 1 de novembre de 2000  | Socorro              | LINEAR           |
| 257912 | 2000 VF9               | 1 de novembre de 2000  | Socorro              | LINEAR           |
| 257913 | 2000 VZ12              | 1 de novembre de 2000  | Socorro              | LINEAR           |
| 257914 | 2000 VX21              | 1 de novembre de 2000  | Socorro              | LINEAR           |
| 257915 | 2000 VU48              | 2 de novembre de 2000  | Socorro              | LINEAR           |
| 257916 | 2000 VC56              | 3 de novembre de 2000  | Socorro              | LINEAR           |
| 257917 | 2000 VN62              | 3 de novembre de 2000  | Socorro              | LINEAR           |
| 257918 | 2000 WR                | 16 de novembre de 2000 | Socorro              | LINEAR           |
| 257919 | 2000 WZ12              | 20 de novembre de 2000 | Socorro              | LINEAR           |
| 257920 | 2000 WT27              | 25 de novembre de 2000 | Kitt Peak            | Spacewatch       |
| 257921 | 2000 WA29              | 26 de novembre de 2000 | Socorro              | LINEAR           |
| 257922 | 2000 WK30              | 20 de novembre de 2000 | Socorro              | LINEAR           |
| 257923 | 2000 WS39              | 20 de novembre de 2000 | Socorro              | LINEAR           |
| 257924 | 2000 WH68              | 29 de novembre de 2000 | Kitt Peak            | Spacewatch       |
| 257925 | 2000 WK68              | 29 de novembre de 2000 | Haleakala            | NEAT             |
| 257926 | 2000 WY72              | 20 de novembre de 2000 | Socorro              | LINEAR           |
| 257927 | 2000 WV76              | 20 de novembre de 2000 | Socorro              | LINEAR           |
| 257928 | 2000 WL96              | 21 de novembre de 2000 | Socorro              | LINEAR           |
| 257929 | 2000 WR128             | 18 de novembre de 2000 | Kitt Peak            | Spacewatch       |
| 257930 | 2000 WE134             | 19 de novembre de 2000 | Socorro              | LINEAR           |
| 257931 | 2000 WZ152             | 29 de novembre de 2000 | Socorro              | LINEAR           |
| 257932 | 2000 WH156             | 30 de novembre de 2000 | Socorro              | LINEAR           |
| 257933 | 2000 WB160             | 20 de novembre de 2000 | Anderson Mesa        | LONEOS           |
| 257934 | 2000 WC176             | 26 de novembre de 2000 | Kitt Peak            | Spacewatch       |
| 257935 | 2000 WK182             | 25 de novembre de 2000 | Socorro              | LINEAR           |
| 257936 | 2000 WL182             | 26 de novembre de 2000 | Anderson Mesa        | LONEOS           |
| 257937 | 2000 WC184             | 30 de novembre de 2000 | Anderson Mesa        | LONEOS           |
| 257938 | 2000 WS184             | 30 de novembre de 2000 | Kitt Peak            | Spacewatch       |
| 257939 | 2000 WZ184             | 29 de novembre de 2000 | Socorro              | LINEAR           |
| 257940 | 2000 WL185             | 29 de novembre de 2000 | Socorro              | LINEAR           |
| 257941 | 2000 XB2               | 1 de desembre de 2000  | Socorro              | LINEAR           |
| 257942 | 2000 XN15              | 4 de desembre de 2000  | Prescott             | P. G. Comba      |
| 257943 | 2000 XL26              | 4 de desembre de 2000  | Socorro              | LINEAR           |
| 257944 | 2000 XQ53              | 14 de desembre de 2000 | Bohyunsan            | Bohyunsan        |
| 257945 | 2000 YC12              | 22 de desembre de 2000 | Ondrejov             | P. Kusnirak      |
| 257946 | 2000 YJ15              | 23 de desembre de 2000 | Kitt Peak            | Spacewatch       |
| 257947 | 2000 YT27              | 30 de desembre de 2000 | Kitt Peak            | Spacewatch       |
| 257948 | 2000 YJ28              | 26 de desembre de 2000 | Haleakala            | NEAT             |
| 257949 | 2000 YX50              | 30 de desembre de 2000 | Socorro              | LINEAR           |
| 257950 | 2000 YV57              | 30 de desembre de 2000 | Socorro              | LINEAR           |
| 257951 | 2000 YP111             | 30 de desembre de 2000 | Socorro              | LINEAR           |
| 257952 | 2000 YK113             | 30 de desembre de 2000 | Socorro              | LINEAR           |
| 257953 | 2000 YN119             | 17 de desembre de 2000 | Kitt Peak            | Spacewatch       |
| 257954 | 2000 YY141             | 20 de desembre de 2000 | Kitt Peak            | Deep Lens Survey |
| 257955 | 2001 AW9               | 2 de gener de 2001     | Socorro              | LINEAR           |
| 257956 | 2001 AR41              | 3 de gener de 2001     | Socorro              | LINEAR           |
| 257957 | 2001 AY45              | 7 de gener de 2001     | Socorro              | LINEAR           |
| 257958 | 2001 AQ51              | 15 de gener de 2001    | Kitt Peak            | Spacewatch       |
| 257959 | 2001 BS6               | 19 de gener de 2001    | Socorro              | LINEAR           |
| 257960 | 2001 BY12              | 18 de gener de 2001    | Socorro              | LINEAR           |
| 257961 | 2001 BZ31              | 20 de gener de 2001    | Socorro              | LINEAR           |
| 257962 | 2001 BN51              | 16 de gener de 2001    | Kitt Peak            | Spacewatch       |
| 257963 | 2001 BV55              | 19 de gener de 2001    | Socorro              | LINEAR           |
| 257964 | 2001 BD61              | 30 de gener de 2001    | Junk Bond            | Junk Bond        |
| 257965 | 2001 BK75              | 26 de gener de 2001    | Kitt Peak            | Spacewatch       |
| 257966 | 2001 CC2               | 1 de febrer de 2001    | Socorro              | LINEAR           |
| 257967 | 2001 CZ10              | 1 de febrer de 2001    | Socorro              | LINEAR           |
| 257968 | 2001 CK17              | 1 de febrer de 2001    | Socorro              | LINEAR           |
| 257969 | 2001 CC25              | 1 de febrer de 2001    | Socorro              | LINEAR           |
| 257970 | 2001 CS31              | 5 de febrer de 2001    | Socorro              | LINEAR           |
| 257971 | 2001 CV34              | 13 de febrer de 2001   | Socorro              | LINEAR           |
| 257972 | 2001 CR35              | 13 de febrer de 2001   | Socorro              | LINEAR           |
| 257973 | 2001 CT36              | 13 de febrer de 2001   | Kitt Peak            | Spacewatch       |
| 257974 | 2001 CA38              | 15 de febrer de 2001   | Socorro              | LINEAR           |
| 257975 | 2001 CQ40              | 15 de febrer de 2001   | Socorro              | LINEAR           |
| 257976 | 2001 CT47              | 12 de febrer de 2001   | Anderson Mesa        | LONEOS           |
| 257977 | 2001 CD48              | 15 de febrer de 2001   | Socorro              | LINEAR           |
| 257978 | 2001 CR48              | 13 de febrer de 2001   | Kitt Peak            | Spacewatch       |
| 257979 | 2001 DA6               | 16 de febrer de 2001   | Socorro              | LINEAR           |
| 257980 | 2001 DA17              | 16 de febrer de 2001   | Socorro              | LINEAR           |
| 257981 | 2001 DM19              | 16 de febrer de 2001   | Socorro              | LINEAR           |
| 257982 | 2001 DD20              | 16 de febrer de 2001   | Socorro              | LINEAR           |
| 257983 | 2001 DZ22              | 17 de febrer de 2001   | Socorro              | LINEAR           |
| 257984 | 2001 DS33              | 17 de febrer de 2001   | Socorro              | LINEAR           |
| 257985 | 2001 DC59              | 18 de febrer de 2001   | Needville            | W. G. Dillon     |
| 257986 | 2001 DS69              | 19 de febrer de 2001   | Socorro              | LINEAR           |
| 257987 | 2001 DY77              | 22 de febrer de 2001   | Kitt Peak            | Spacewatch       |
| 257988 | 2001 DM80              | 20 de febrer de 2001   | Haleakala            | NEAT             |
| 257989 | 2001 DR81              | 21 de febrer de 2001   | Kitt Peak            | Spacewatch       |
| 257990 | 2001 DV81              | 21 de febrer de 2001   | Kitt Peak            | Spacewatch       |
| 257991 | 2001 DB82              | 22 de febrer de 2001   | Kitt Peak            | Spacewatch       |
| 257992 | 2001 DJ96              | 17 de febrer de 2001   | Socorro              | LINEAR           |
| 257993 | 2001 DO99              | 17 de febrer de 2001   | Socorro              | LINEAR           |
| 257994 | 2001 DB109             | 18 de febrer de 2001   | Haleakala            | NEAT             |
| 257995 | 2001 EV1               | 1 de març de 2001      | Socorro              | LINEAR           |
| 257996 | 2001 ES4               | 2 de març de 2001      | Anderson Mesa        | LONEOS           |
| 257997 | 2001 EU7               | 2 de març de 2001      | Anderson Mesa        | LONEOS           |
| 257998 | 2001 EO8               | 2 de març de 2001      | Anderson Mesa        | LONEOS           |
| 257999 | 2001 EH11              | 2 de març de 2001      | Haleakala            | NEAT             |
| 258000 | 2001 EQ16              | 15 de març de 2001     | Haleakala            | NEAT             |